# Sinh thái học
Sinh thái học (tiếng Anh: ecology; từ tiếng Hy Lạp: οἶκος, "nhà" và -λογία, "nghiên cứu về")[A] là chuyên ngành nghiên cứu về quan hệ giữa sinh vật và môi trường sống của chúng. Sinh thái học xem xét sinh vật ở cấp độ cá thể, quần thể, quần xã, hệ sinh thái và sinh quyển. Sinh thái học có phần trùng lặp với các ngành khoa học liên hệ mật thiết gồm địa lý sinh học, sinh học tiến hóa, di truyền học, tập tính học và lịch sử tự nhiên. Sinh thái học là một phân ngành của sinh học và khác với chủ nghĩa môi trường.
Sinh thái học nghiên cứu ảnh hưởng của môi trường trọn vẹn và của từng yếu tố của môi trường đối với sinh vật; đối với sự hình thành của các đặc điểm hình thái học và sinh lý học; đối với số lượng cá thể của sinh vật và quần thể sinh vật; quan hệ bên trong loài và giữa các loài với nhau và giữa chúng với môi trường.
Sinh thái học mang những ứng dụng thực tiễn trong sinh học bảo tồn, quản lý đất ngập nước, quản lý tài nguyên thiên nhiên (sinh thái học nông nghiệp, nông nghiệp, lâm nghiệp, nông lâm kết hợp, thủy sản), quy hoạch thành phố (sinh thái đô thị), sức khỏe cộng đồng, kinh tế học sinh thái, khoa học cơ bản và khoa học ứng dụng, tương tác của xã hội loài người (sinh thái nhân văn). Từ "sinh thái học" ("Ökologie") do nhà khoa học người Đức Ernst Haeckel đặt ra vào năm 1866, và đây đã trở thành môn khoa học tự nhiên vào cuối thế kỷ 19. Bộ môn khoa học sinh thái mà chúng ta biết ngày nay bắt đầu với một nhóm nhà thực vật học người Mỹ vào thập niên 1890. Những khái niệm tiến hóa liên quan tới thích nghi và chọn lọc tự nhiên là những nền tảng của lý thuyết sinh thái hiện đại.
Hệ sinh thái là những hệ thống sinh vật tương tác động, quần xã mà chúng tạo nên và các thành phần không sống trong môi trường của chúng. Các quá trình của hệ sinh thái (chẳng hạn như sản lượng sơ cấp, chu trình dinh dưỡng và thiết kế ổ) điều chỉnh dòng năng lượng và vật chất thông qua một môi trường. Hệ sinh thái mang những cơ chế lý sinh học giúp tiết chế các quá trình tác động lên thành phần sống và không sống của hành tinh. Hệ sinh thái duy trì các chức năng hỗ trợ sự sống và cung cấp những dịch vụ hệ sinh thái như sản phẩm sinh khối (thực phẩm, nhiên liệu, sợi và thuốc), điều hòa khí hậu, chu trình sinh địa hóa toàn cầu, lọc nước, cải tạo đất, khống chế xói mòn, chống lũ và nhiều đặc điểm tự nhiên khác có giá trị khoa học, lịch sử, kinh tế hoặc nội tại.

## Cấp độ, phạm vi và quy mô tổ chức
Phạm vi của sinh thái học gồm một loạt cấp độ tương tác của tổ chức trải dài từ cấp độ vi mô (ví dụ như tế bào) đến cấp độ hành tinh (ví dụ: sinh quyển). Ví dụ, hệ sinh thái chứa những nguồn sống phi sinh học và dạng sống tương tác (tức là những sinh vật riêng lẻ tập hợp thành quần thể, rồi tập hợp thành các quần xã sinh thái riêng biệt). Hệ sinh thái có tính động, tức là không phải lúc nào hệ cũng đi theo con đường diễn thế tuyến tính mà luôn thay đổi, có thể nhanh chóng nhưng đôi khi lại chậm đến mức có thể mất tới hàng nghìn năm để các quá trình sinh thái tạo ra những giai đoạn diễn thế nhất định của một khu rừng. Diện tích của một hệ sinh thái có thể rất đa dạng, từ nhỏ bé đến vô cùng rộng lớn. Một cái cây ít có ảnh hưởng tới việc phân loại hệ sinh thái rừng, nhưng có quan hệ mật thiết đến các sinh vật sống trong và trên hệ sinh thái ấy. Một số thế hệ của quần thể rệp cây có thể tồn tại theo vòng đời của một chiếc lá. Đổi lại, mỗi con rệp này lại hỗ trợ các quần xã vi khuẩn đa dạng. Nếu chỉ xét đặc tính riêng rẽ của từng loài thì không thể giải thích được đặc tính liên kết lẫn nhau trong quần xã sinh thái. Nguyên nhân là vì hệ sinh thái cần được nghiên cứu dưới dạng một tổng thể toàn diện, phù hợp theo nguyên lý đột sinh. Tuy nhiên, một số nguyên lý sinh thái thể hiện các đặc tính tập thể, trong đó sự tập hợp của các cấu phần trong hệ sẽ giải thích đặc tính tổng quát của hệ, chẳng hạn như tốc độ sinh sản của một quần thể bằng tổng số lần sinh con của từng cá thể trong một khoảng thời gian xác định.
Những phân ngành chính của sinh thái học là sinh thái học quần thể (hoặc sinh thái học quần xã) và sinh thái học hệ sinh thái thể hiện sự khác biệt không chỉ ở mặt quy mô mà còn ở 2 mô hình quan tương phản trong lĩnh vực này. Sinh thái học quần thể chú trọng vào sự phân bố và độ phong phú của sinh vật, trong khi sinh thái học hệ sinh thái chú trọng vào chuyển hóa vật chất và năng lượng.

### Phân cấp
Theo O'Neill và cộng sự (1986):76
Quy mô của động lực sinh thái có thể hoạt động như một hệ kín, chẳng hạn như rệp cây di cư trên một cây duy nhất, đồng thời vẫn mang tính là một hệ mở với những ảnh hưởng quy mô rộng hơn, chẳng hạn như khí quyển hoặc khí hậu. Do đó, các nhà sinh thái học phân loại hệ sinh thái theo thứ bậc bằng phân tích dữ liệu được thu thập từ các đơn vị quy mô nhỏ hơn, chẳng hạn như quần xã thực vật, khí hậu và các loại đất, qua đó tổng hợp thông tin này để xác định các mẫu đột sinh của tổ chức và quy trình đồng dạng hoạt động theo địa phương đến khu vực, cảnh quan và quy mô niên đại.
Nhằm xây dựng nghiên cứu về sinh thái học thành một khuôn khổ quản lý khái niệm, thế giới sinh học được tổ chức thành một hệ thống phân cấp lồng ghép, trải rộng quy mô từ gen tới tế bào, mô, cơ quan, sinh vật, loài, quần thể, quần xã, hệ sinh thái, khu sinh học, và tiến đến cấp độ sinh quyển. Khuôn khổ này tạo thành một hệ thống quần xã-hệ sinh thái và thể hiện đặc tính phi tuyến tính; tức là "mối quan hệ giữa hiệu ứng và nguyên nhân là không cân đối. Do đó những thay đổi mặc dù nhỏ hay rất lớn (chẳng hạn như số lượng chất cố định protein) đều có thể dẫn tới những hệ quả không cân xứng và đôi khi không thuận nghịch, đó là những thay đổi nằm trong các thuộc tính của hệ.":14

### Đa dạng sinh học
Noss & Carpenter (1994):5
Đa dạng sinh học mô tả tính đa dạng của sự sống từ gen đến hệ sinh thái và trải dài mọi cấp độ tổ chức sinh học. Thuật ngữ này có nhiều cách hiểu và có nhiều cách để ghi mục lục, đo đếm, mô tả đặc điểm và thể hiện tổ chức phức tạp của nó. Đa dạng sinh học gồm đa dạng loài, đa dạng hệ sinh thái và đa dạng di truyền, các nhà khoa học quan tâm đến cách tính đa dạng này tác động đến các quá trình sinh thái phức tạp hoạt động ở và giữa những cấp độ tương ứng này. Đa dạng sinh học đóng một vai trò quan trọng trong dịch vụ hệ sinh thái mà theo định nghĩa là duy trì và cải thiện chất lượng cuộc sống của con người. Những ưu tiên bảo tồn và kỹ thuật quản lý đòi hỏi cách tiếp cận và cân nhắc khác nhau để chú trọng xử lý toàn bộ phạm vi sinh thái của đa dạng sinh học. Vốn tự nhiên hỗ trợ các quần thể mang tính thiết yếu để duy trì các dịch vụ hệ sinh thái và các loài di cư (ví dụ: cá ven sông hoạt động và kiểm soát côn trùng gia cầm) được xem là một cơ chế do những tổn thất dịch vụ ấy gây nên. Vốn hiểu biết về đa dạng sinh học mang ứng dụng thực tế đối với các nhà hoạch định bảo tồn loài và hệ sinh thái, khi họ trình bày những khuyến nghị quản lý cho các công ty tư vấn, chính phủ và bộ ban ngành.

### Sinh cảnh

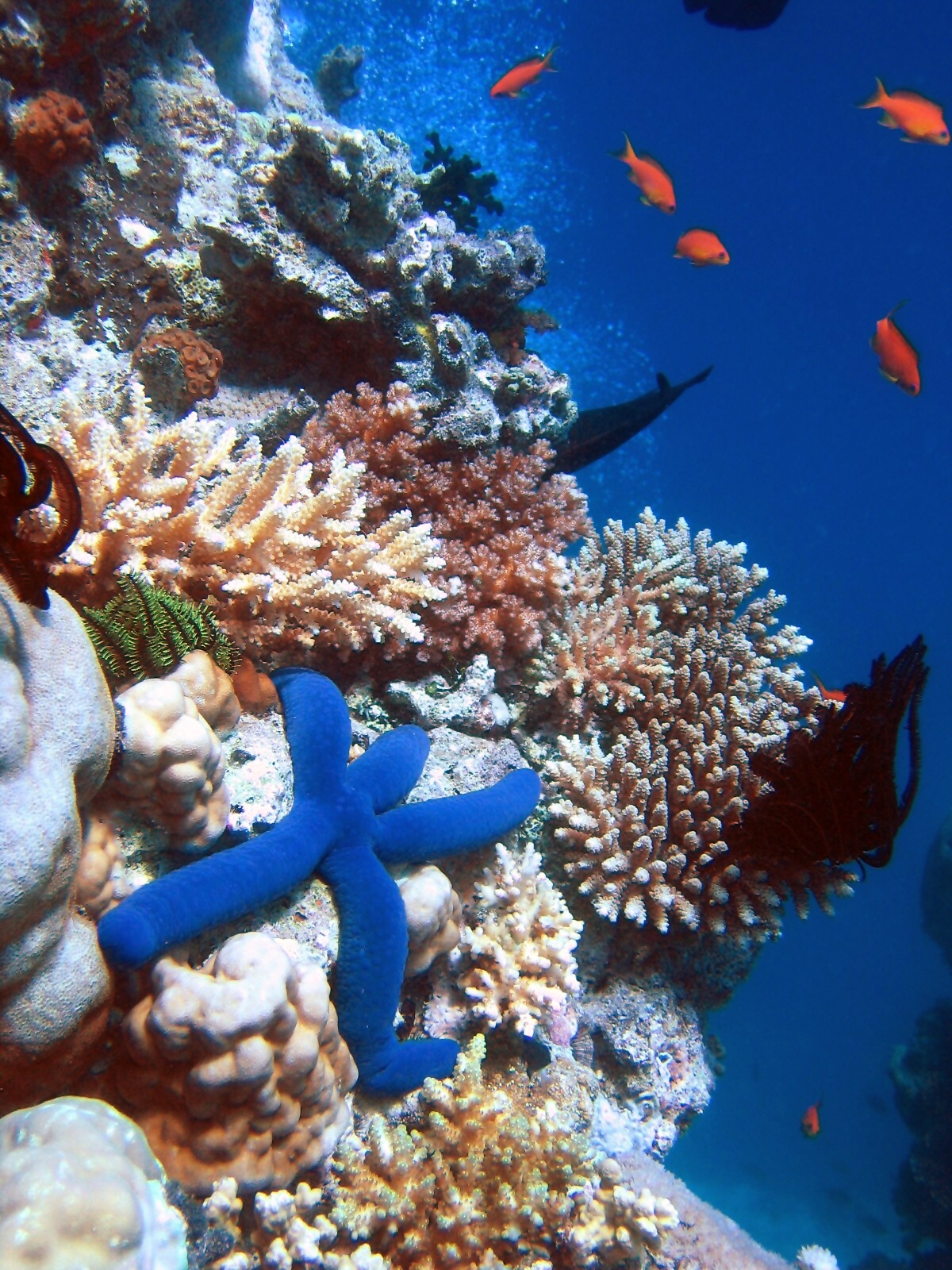
Đa dạng sinh học của một rạn san hô. San hô thích nghi và điều chỉnh môi trường của chúng bằng cách hình thành bộ xương calci carbonat. Sự thích nghi này cung cấp điều kiện phát triển cho các thế hệ tương lai và tạo thành môi trường sống cho nhiều loài khác.

Sinh cảnh của một loài là môi trường sống mà loài này có mặt và hình thành quần xã loài đó. Cụ thể hơn, "sinh cảnh được định nghĩa là một khu vực trong môi trường mà tập hợp nhiều chiều khác nhau, mỗi chiều đặc trưng cho một biến môi trường hữu cơ hoặc vô cơ; đó là bất cứ thành phần hoặc các đặc tính của môi trường liên quan trực tiếp (VD: sinh khối và chất lượng thức ăn) hoặc gián tiếp (VD: độ cao) để sử dụng một vị trí của động vật ":745 Thay đổi sinh cảnh cung cấp bằng chứng quan trọng về tính cạnh tranh trong tự nhiên, nơi mà những thay đổi về số cá thể của loài có liên quan mật thiết với môi trường sống. Ví dụ, một quần thể loài thằn lằn nhiệt đới (Tropidurus hispidus) có cơ thể tương đối "dẹt" so với các quần thể khác sống ở savan. Quần thể sống ở tảng đá nhô biệt lập, những tảng đá này ẩn trong các hang hốc, nếu cơ thể của các cá thể trong quần thể trên có tính chất "dẹt" thì có xu hướng lợi thế về mặt chọn lọc hơn. Những thay đổi về sinh cảnh cũng xuất hiện trong lịch sử phát triển của động vật lưỡng cư và côn trùng khi chuyển từ môi trường nước sang môi trường trên cạn.

### Ổ sinh thái

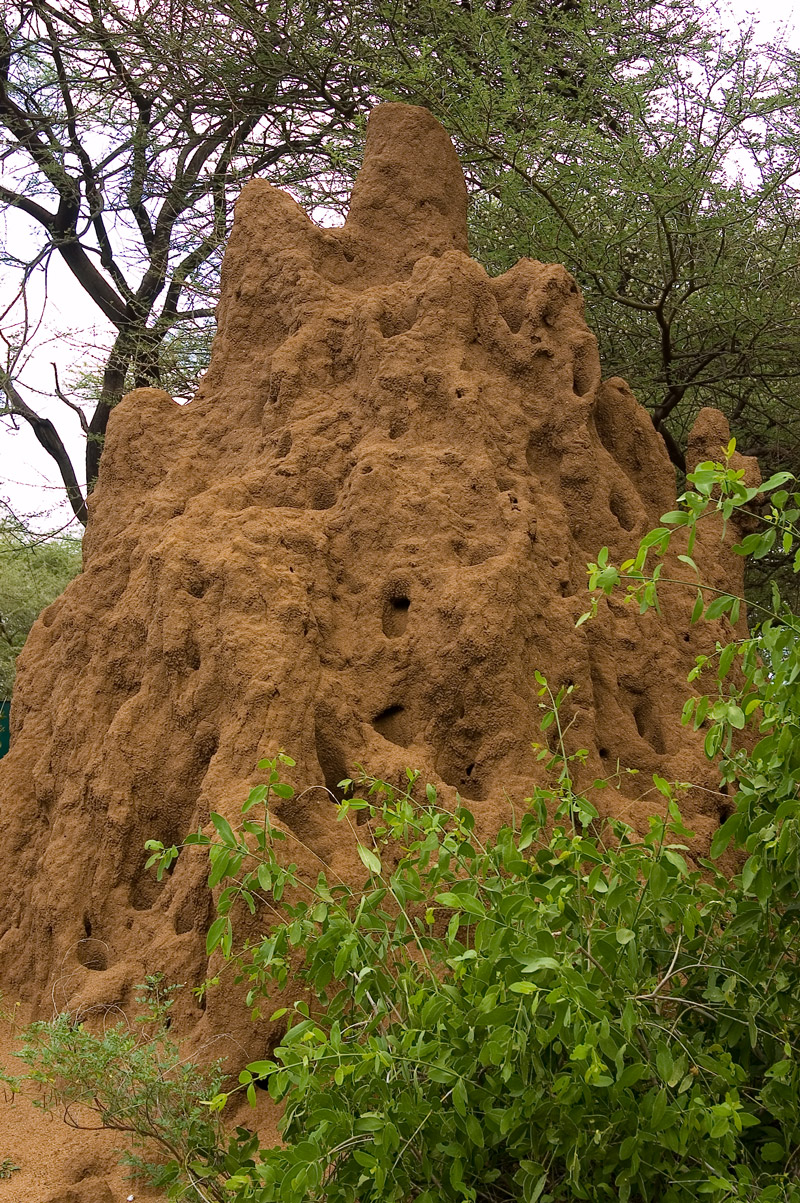
Những gò mối dựng thành các ống khói với chiều cao khác nhau nhằm điều chỉnh trao đổi khí, nhiệt độ và các thông số môi trường cần thiết khác để duy trì sinh lý bên trong của toàn bộ bầy đàn.

Những định nghĩa về ổ sinh thái có nguồn gốc từ năm 1917, nhưng G. Evelyn Hutchinson đã đưa ra một khái niệm tiên tiến hơn vào năm 1957 khi giới thiệu khái niệm được chấp nhận rộng rãi: "là một tập hợp các sinh học và phi sinh học mà trong đó các loài có thể tồn tại và duy trì quy mô quần thể ổn định.":519 Ổ sinh thái là một khái niệm chính trong hệ sinh thái của sinh vật và được chia nhỏ thành ổ cơ bản và ổ realized niche. Ổ cơ bản là một tập hợp các điều kiện môi trường mà một loại có thể tồn tại. ổ thực tế là tập hợp các điều kiệu sinh thái môi trường xét thêm mà theo đó một loài vẫn tồn tại. Về mặt chuyên môn, ổ sinh thái Hutchinsonian được định nghĩa là "một không gian Euclid nhiều chiều mà các chiều của nó được định nghĩa là các biến của môi trường và kích thước của chúng là một hàm của các giá trị môi trường mà có thể giả định là một sinh vật có thể phát triển tích cực.":71
Những mô hình địa sinh học và phân bố phạm vi được giải thích hoặc dự đoán thông qua kiến thức về tính trạng và ổ cần thiết của loài. Loài mang tính trạng chức năng thích nghi độc đáo với ổ sinh thái. Một tính trạng là một thuộc tính, kiểu hình hoặc đặc điểm đong đếm được của một sinh vật có thể tác động đến sự sinh tồn của nó. Gen đóng một vai trò quan trọng trong tương tác của sự phát triển và biểu hiện môi trường của tính trạng. Những loài cư trú phát triển tính trạng phù hợp với áp lực chọn lọc ở môi trường địa phương của chúng. Điều này có xu hướng mang lại cho chúng lợi thế cạnh tranh và không khuyến khích các loài thích nghi tương tự có phạm vi địa lý chồng chéo. Nguyên lý loại trừ cạnh tranh cho rằng hai loài không thể cùng tồn tại vô hạn bằng cách cùng sống nhờ vào một nguồn sống có hạn; loài này sẽ luôn cạnh tranh với loài kia. Khi các loài thích nghi tương tự chồng chéo về mặt địa lý, việc rà soát kỹ hơn sẽ tiết lộ những khác biệt sinh thái khó thấy trong sinh cảnh hoặc nhu cầu chế độ ăn uống của chúng.  Tuy nhiên, một số mô hình và nghiên cứu thực nghiệm cho thấy rằng những xáo trộn có thể ổn định quá trình đồng tiến hóa và chia chung ổ chiếm giữ của các loài tương tự sinh sống trong những quần xã đông loài. Sinh cảnh cộng với ổ được gọi là ổ sinh cảnh, được định nghĩa là toàn bộ phạm vi của các thay đổi môi trường và sinh học tác động đến toàn thể loài.

### Thiết kế ổ
Sinh vật là đối tượng phải chịu áp lực điều chỉnh của môi trường, nhưng cũng là yếu tố điều chỉnh môi trường sống. Phản hồi âm giữa các sinh vật và môi trường của chúng có thể tác động những điều kiện từ quy mô địa phương (ví dụ: ao hải ly) đến quy mô toàn cầu, qua thời gian và thậm chí sau khi chết, chẳng hạn như khúc gỗ mục nát hoặc trầm tích xương silica từ sinh vật biển. Quá trình và khái niệm của kỹ thuật hệ sinh thái có liên quan đến thiết kế ổ, nhưng quá trình thì chỉ liên quan đến những thay đổi vật lý của sinh cảnh trong khi khái niệm cũng xem xét quan hệ tiến hóa mật thiết của những thay đổi vật lý với môi trường và phản hồi, gây ra quá trình chọn lọc tự nhiên. Kỹ thuật hệ sinh thái được định nghĩa là: "các sinh vật trực tiếp hoặc gián tiếp điều chỉnh nguồn sống sẵn có cho các loài khác bằng cách gây ra những thay đổi trạng thái vật lý trong nguyên vật liệu sinh học hoặc phi sinh học. Nhờ vậy chúng điều chỉnh, duy trì và tạo sinh cảnh.":373
Khái niệm kỹ thuật hệ sinh thái (hay kỹ sư hệ sinh thái, tiếng Anh:  ecosystem engineering) đã khuyến khích nhận thức mới về ảnh hưởng của các sinh vật lên hệ sinh thái và quá trình tiến hóa. Thuật ngữ "thiết kế ổ"  (tiếng Anh: niche construction) thường được sử dụng nhiều hơn, nhằm chỉ ra rằng các cơ chế phản hồi vốn bị coi nhẹ của chọn lọc tự nhiên lại các tác động lên ổ phi sinh học. Một ví dụ về chọn lọc tự nhiên thông qua kỹ thuật hệ sinh thái diễn ra trong tổ của côn trùng có đặc tính "xã hội" (tiếng Anh: eusociality, chẳng hạn như kiến, ong, ong bắp cày và mối). Có sự cân bằng nội môi theo nguyên lý đột sinh, hoặc phát triển cùng dòng (tiếng Anh: homeorhesis) trong cấu trúc của tổ giúp điều chỉnh, duy trì và bảo vệ sinh lý của toàn bộ bầy đàn. Ví dụ, các gò mối duy trì nhiệt độ bên trong không đổi thông qua việc thiết kế các ống khói điều hòa không khí. Bản thân cấu trúc của tổ phải chịu tác động của chọn lọc tự nhiên. Ngoài ra, một tổ có thể tồn tại qua các thế hệ kế tiếp, vì thế lứa con cháu thừa hưởng cả nguyên vật liệu di truyền và một ổ di sản được xây dựng trước thời đại của chúng.

### Khu sinh học
Khu sinh học là những đơn vị tổ chức lớn hơn nhằm phân loại các vùng trong hệ sinh thái của Trái đất, chủ yếu theo cấu trúc và thành phần của thảm thực vật. Có nhiều phương pháp khác nhau để xác định ranh giới lục địa của khu sinh học bị các loại chức năng khác nhau của quần xã thực vật chi phối, bị phân bố hạn chế bởi khí hậu, lượng mưa, thời tiết và các thay đổi môi trường khác. Khu sinh học gồm rừng mưa nhiệt đới, rừng lá rộng và hỗn hợp ôn đới, rừng rụng lá ôn đới, rừng taiga, đài nguyên, sa mạc nóng và sa mạc vùng cực. Gần đây các nhà nghiên cứu khác đã phân loại các khu sinh học khác, chẳng hạn như khu vi sinh vật của con người và đại dương. Đối với vi khuẩn, cơ thể người là sinh cảnh và cảnh quan. Khu vi sinh vật được phát hiện phần lớn thông qua những tiến bộ trong di truyền phân tử, qua đó tiết lộ độ phong phú tiềm ẩn của đa dạng vi sinh vật trên hành tinh. Khu vi sinh vật đại dương đóng một vai trò quan trọng trong quá trình sinh địa hóa sinh thái của các đại dương trên hành tinh.

### Sinh quyển
Quy mô tổ chức sinh thái lớn nhất là sinh quyển, tức tổng thể các hệ sinh thái trên hành tinh. Các quan hệ sinh thái điều chỉnh dòng năng lượng, chất dinh dưỡng và khí hậu cho đến quy mô khắp hành tinh. Ví dụ, lịch sử động lực của thành phần CO2 và O2 có trong khí quyển hành tinh đã bị tác động bởi dòng khí sinh học đến từ quá trình hô hấp và quang hợp, với mức độ dao động theo thời gian liên quan đến sinh thái cùng sự tiến hóa của thực vật và động vật. Thuyết sinh thái cũng được sử dụng để giải thích các hiện tượng điều tiết tự đột sinh ở quy mô hành tinh: ví dụ, giả thuyết Gaia là một ví dụ về chính thể luận được áp dụng trong thuyết sinh thái. Giả thuyết Gaia cho rằng có một vòng phản hồi đột sinh quá trình trao đổi chất của các sinh vật sống sinh ra nhằm duy trì nhiệt độ lõi của Trái Đất và các điều kiện khí quyển trong phạm vi chịu đựng hẹp tự điều chỉnh.

### Sinh thái học quần thể
Sinh thái học quần thể nghiên cứu động lực học của quần thể loài và cách các quần thể này tương tác với môi trường rộng lớn hơn. Một quần thể bao gồm các cá thể cùng loài sống, tương tác và di cư qua cùng một ổ sinh thái và sinh cảnh.
Một quy luật cơ bản của sinh thái quần thể là mô hình phát triển Malthus với nhận định rằng: "một quần thể sẽ tăng (hoặc giảm) theo cấp số nhân miễn là môi trường mà tất cả các cá thể trong quần thể trải qua không đổi.":18 Các mô hình quần thể đơn giản thường bắt đầu với bốn biến số: sinh, tử, nhập cư và di cư.
Một ví dụ về mô hình quần thể mở đầu mô tả một quần thể khép kín, chẳng hạn như trên một hòn đảo, nơi không có nhập cư và di cư. Các giả thuyết được đánh giá với liên hệ đến một giả thuyết không, cho rằng các quá trình ngẫu nhiên tạo ra được dữ liệu quan sát. Trong các mô hình đảo này, tốc độ thay đổi quần thể được diễn giải như sau:
{\displaystyle {\frac {\operatorname {d} N(t)}{\operatorname {d} t}}=bN(t)-dN(t)=(b-d)N(t)=rN(t),}
trong đó N là tổng số cá thể trong quần thể, b và d lần lượt là tốc độ sinh đẻ (birth) và tử vong (die) theo từng cá thể, và r là tốc độ (rate) thay đổi quần thể theo đầu người. Nhờ sử dụng các kỹ thuật lập mô hình này, nguyên lý phát triển quần thể của Malthus sau đó được chuyển đổi thành một mô hình được có tên gọi là hàm logistic của Pierre Verhulst:
{\displaystyle {\frac {\operatorname {d} N(t)}{\operatorname {d} t}}=rN(t)-\alpha N(t)^{2}=rN(t)\left({\frac {K-N(t)}{K}}\right),}
trong đó N(t) là số lượng cá thể được đo bằng mật độ sinh khối dưới dạng hàm số thời gian, t, r là tốc độ (rate) thay đổi bình quân đầu người tối đa (thường được gọi là tốc độ tăng trưởng cấp số nhân) và {\displaystyle \alpha } là hệ số dân số thừa (đại diện cho mức giảm tốc độ tăng quần thế trên mỗi cá thể được thêm vào). Công thức luận rằng tốc độ thay đổi quy mô quần thể ({\displaystyle \mathrm {d} N(t)/\mathrm {d} t}) sẽ phát triển để đạt đến trạng thái cân bằng, trong đó ({\displaystyle \mathrm {d} N(t)/\mathrm {d} t=0}), khi tốc độ gia tăng và thừa dân cân bằng, {\displaystyle r/\alpha } . Một mô hình chung tương tự ổn định trạng thái cân bằng, {\displaystyle r/\alpha } hay K, được gọi là "sức chứa." Sinh thái học quần thể được xây dựng dựa trên những mô hình giới thiệu này để nắm rõ hơn về các quá trình nhân khẩu học trong quần thể nghiên cứu thực tế. Những loại dữ liệu thông dụng bao gồm chu kỳ sống, sức sinh sản và độ sinh tồn, những dữ liệu này được phân tích bằng các kỹ thuật toán học như cấu trúc ma trận. Thông tin được sử dụng để quản lý quần thể động vật hoang dã và thiết lập hạn các cota thu hoạch. Trong trường hợp các mô hình cơ bản là không đủ, các nhà sinh thái học có thể áp dụng những loại phương pháp thống kê khác nhau, chẳng hạn như tiêu chí thông tin Akaike, hoặc sử dụng các mô hình có thể gây phức tạp về mặt toán học vì "nhiều giả thuyết cạnh tranh cùng lúc đối mặt với dữ liệu."

### Siêu quần thể và di cư
Khái niệm siêu quần thể được định nghĩa vào năm 1969 là "một quần thể của các quần thể bị tuyệt diệt cục bộ và tái định cư".:105 Hệ sinh thái siêu quần thể là một cách tiếp cận thống kê thông dụng khác trong nghiên cứu bảo tồn. Các mô hình siêu quần thể làm đơn giản hóa cảnh quan thành các đốm mang nhiều mức chất lượng khác nhau, còn các siêu quần thể được liên kết bởi tập tính di cư của sinh vật. Động vật di cư được phân biệt với các hình thức di chuyển khác vì nó liên quan đến sự khởi hành và trở về theo mùa của những cá thể từ một sinh cảnh. Di cư cũng là một hiện tượng ở cấp độ quần thể, vì theo sau các tuyến đường di cư là thực vật khi chúng chiếm giữ môi trường hậu băng hà phía bắc. Các nhà sinh thái học thực vật sử dụng những mẫu phấn hoa tích tụ và phân tầng trong vùng đất ngập nước để tái dựng thời gian thực vật di cư và phân tán so với khí hậu lịch sử và đương đại. Những tuyến di cư này liên quan đến mở rộng phạm vi khi quần thể thực vật mở rộng từ khu vực này sang khu vực khác. Có một phép phân loại di chuyển lớn hơn nữa, chẳng hạn như đi lại, kiếm ăn, tập tính trên cạn, ngừng sinh trưởng và phân bố. Phát tán thường được phân biệt với di cư vì nó liên quan đến di chuyển một đi không trở lại của các cá thể từ quần thể mới sinh của chúng sang một quần thể khác.
Theo thuật ngữ siêu quần thể, các cá thể di cư được phân loại là loài di cư (khi chúng rời khỏi một khu vực) hoặc loài nhập cư (khi chúng tiến vào một khu vực), và các vị trí được phân loại là nguồn hoặc nơi cần. Vị trí là một thuật ngữ chung dùng để chỉ những nơi mà các nhà sinh thái học lấy mẫu quần thể, chẳng hạn như ao hoặc khu vực lấy mẫu xác định trong rừng. Đốm nguồn là vị trí sinh sản tạo ra nguồn cung cấp cá thể non theo mùa di cư đến các vị trí đốm khác. Đốm nơi cần là vị trí không sinh sản chỉ nhận loài di cư; quần thể tại vị trí sẽ biến mất trừ khi được giải cứu bởi một đốm nguồn lân cận hoặc điều kiện môi trường trở nên thuận lợi hơn. Mô hình siêu quần thể đánh giá động lực của các đốm qua thời gian để giải đáp các câu hỏi tiềm năng về hệ sinh thái không gian và nhân khẩu học. Sinh thái của siêu quần thể là một quá trình tuyệt chủng và tái định cư. Các đốm nhỏ có chất lượng thấp hơn (ví dụ: nơi cần) được duy trì hoặc giải cứu bởi dòng loài nhập cư mới theo mùa. Một cấu trúc siêu quần thể động lực phát triển từ năm này qua năm khác, trong đó một số đốm là nơi cần trong những năm khô hạn và là nguồn khi điều kiện thuận lợi hơn. Các nhà sinh thái học sử dụng hỗn hợp mô hình máy tính và nghiên cứu thực địa để giải thích cấu trúc siêu quần thể.

### Sinh thái quần xã
Johnson & Stinchcomb (2007):250

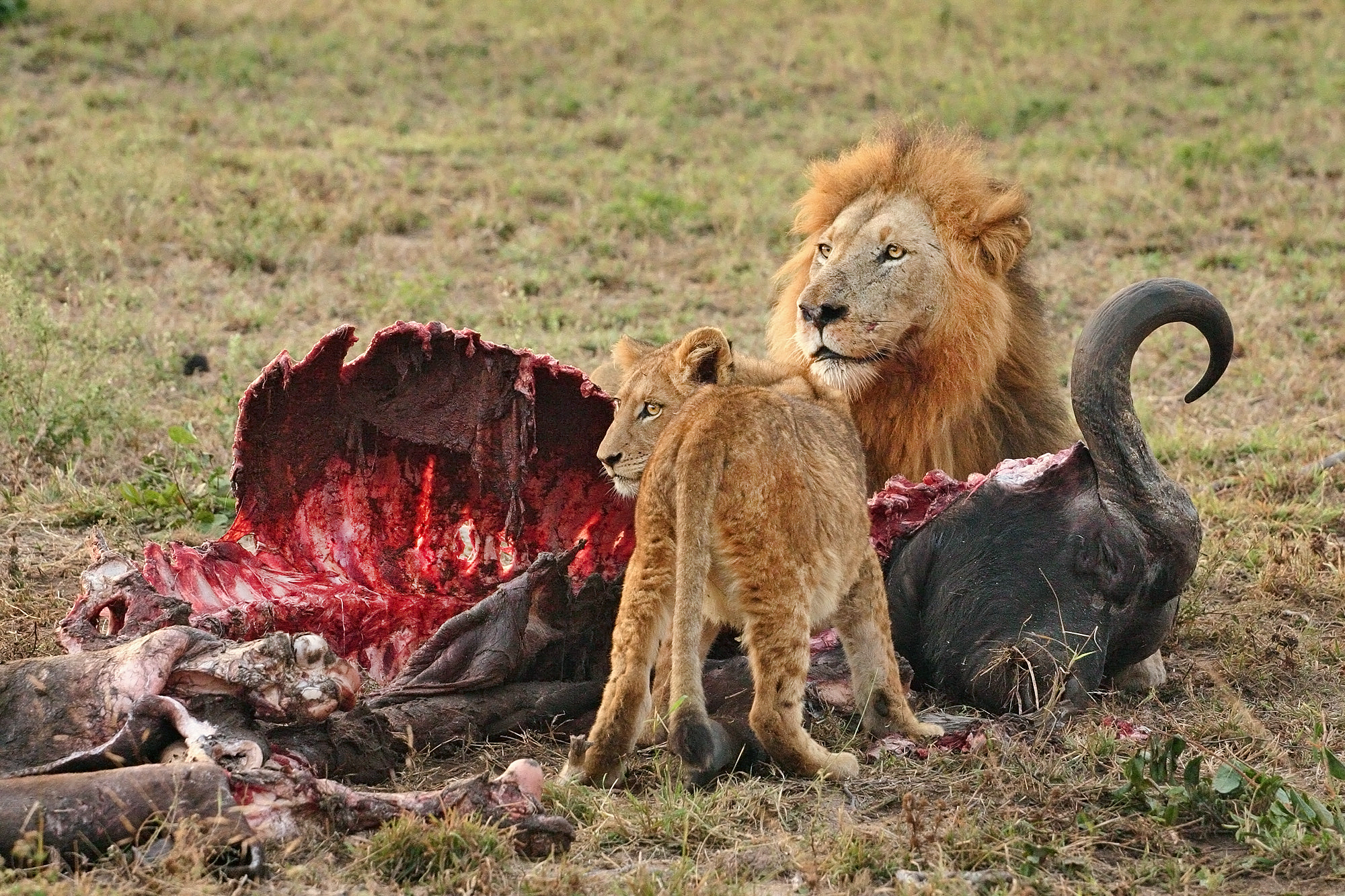
Tương tác giữa các loài như săn mồi là một khía cạnh quan trọng trong sinh thái quần xã.

Sinh thái quần xã là ngành nghiên cứu tương tác giữa một tập hợp loài sống trong cùng một khu vực địa lý. Các nhà sinh thái học quần xã nghiên cứu những yếu tố quyết định các mẫu và quy trình cho hai hoặc nhiều loài tương tác. Nghiên cứu về sinh thái quần xã có thể đo đếm tính đa dạng loài ở đồng cỏ liên quan đến độ phì nhiêu của đất. Ngành cũng có thể gồm phân tích động lực học của thú săn mồi-con mồi, sự cạnh tranh giữa các loài thực vật giống nhau hoặc tương tác lẫn nhau giữa cua và san hô.

### Sinh thái hệ sinh thái
Tansley (1935):299
Hệ sinh thái có thể là sinh cảnh trong các khu sinh học, tạo thành một tổng thể toàn diện và một hệ thống phản ứng năng động mang cả phức hợp vật lý và sinh học. Sinh thái hệ sinh thái là môn khoa học xác định dòng vật chất (ví dụ carbon, phosphor) giữa các vốn khác nhau (ví dụ: sinh khối cây, nguyên vật liệu hữu cơ của đất). Các nhà sinh thái hệ sinh thái cố xác định nguyên nhân cơ sở của những dòng chảy này. Nghiên cứu về hệ sinh thái hệ sinh thái có thể đo đếm sản lượng sơ cấp (g C/m^2) trong đất ngập nước liên quan đến tốc độ phân hủy và tiêu thụ (g C/m^2/y). Điều này đòi hỏi vốn hiểu biết về mối liên hệ quần xã giữa thực vật (tức là sản lượng sơ cấp) và sinh vật phân hủy (ví dụ nấm và vi khuẩn).
Khái niệm cơ sở của một hệ sinh thái có thể bắt nguồn từ năm 1864 trong công trình đã xuất bản của George Perkins Marsh ("Man and Nature"). Trong một hệ sinh thái, sinh vật được liên kết với thành phần vật lý và sinh học của môi trường mà chúng thích nghi. Hệ sinh thái là những hệ thống thích ứng phức tạp, trong đó tương tác của quá trình sống tạo thành các mô hình tự tổ chức trên nhiều quy mô thời gian và không gian. Hệ sinh thái được phân loại rộng rãi là trên cạn, nước ngọt, khí quyển hoặc biển. Những nét khác biệt bắt nguồn từ bản chất của các môi trường vật lý độc nhất, hình thành nên đa dạng sinh học trong mỗi môi trường. Một bổ sung gần đây cho sinh thái hệ sinh thái là hệ sinh thái công nghệ chịu ảnh hưởng bởi hoặc chủ yếu là kết quả hoạt động của con người.

### Lưới thức ăn

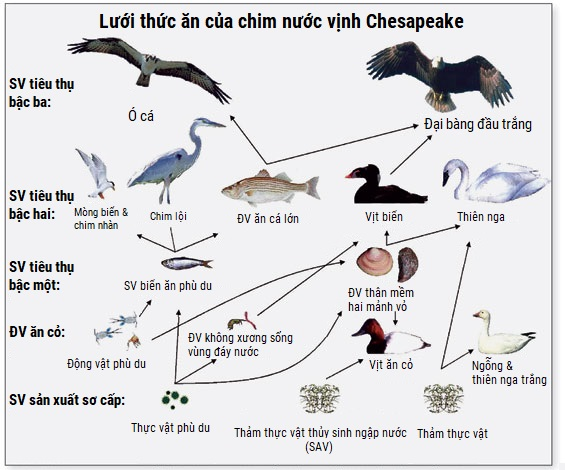
Tổng quát lưới thức ăn của các loài chim nước từ Vịnh Chesapeake.

Một lưới thức ăn là mạng lưới sinh thái nguyên mẫu. Thực vật thu thập năng lượng mặt trời và dùng nó để tổng hợp đường đơn trong quá trình quang hợp. Khi thực vật phát triển, chúng tích lũy chất dinh dưỡng và bị động vật ăn cỏ tiêu thụ, rồi năng lượng được chuyển qua một chuỗi các sinh vật bằng cách tiêu thụ. Những con đường kiếm ăn tuyến tính rút gọn chuyển từ một loài dinh dưỡng cơ bản đến loài tiêu thụ hàng đầu, được gọi là chuỗi thức ăn. Mô hình chuỗi thức ăn lồng ghép lớn hơn trong một quần xã sinh thái tạo nên một lưới thức ăn phức tạp. Lưới thức ăn là một loại bản đồ khái niệm hoặc một công cụ tìm kiếm được dùng để minh họa và nghiên cứu các con đường của dòng năng lượng và vật chất.
Lưới thức ăn thường bị hạn chế quan hệ với thế giới thực. Các phép đo thực nghiệm hoàn chỉnh thường bị giới hạn ở một sinh cảnh cụ thể, chẳng hạn như hang động hoặc ao, và những nguyên lý thu thập được từ các nghiên cứu vi mô hóa lưới thức ăn được ngoại suy sang hệ thống lớn hơn. Mối quan hệ nuôi ăn đòi hỏi phải nghiên cứu sâu rộng sang nội dung bản năng của sinh vật, làm khó khả năng giải mã hoặc các đồng vị ổn định có thể được sử dụng để truy dấu dòng chảy của chế độ dinh dưỡng và năng lượng thông qua lưới thức ăn. Bất chấp những hạn chế này, lưới thức ăn vẫn là một công cụ có giá trị để nắm rõ sinh thái quần xã.
Lưới thức ăn thể hiện các nguyên lý của phát sinh sinh thái thông qua bản chất của mối quan hệ dinh dưỡng: một số loài có nhiều đường nuôi ăn yếu (ví dụ: động vật ăn tạp) trong khi một số loài chuyên biệt hơn thì ít đường kiếm ăn mạnh hơn (ví dụ: loài săn mồi sơ cấp). Những nghiên cứu lý thuyết và thực nghiệm xác định các mô hình đột sinh phi ngẫu nhiên của số ít liên kết mạnh và nhiều liên kết yếu, giải thích cách mà quần xã sinh thái duy trì ổn định theo thời gian. Lưới thức ăn gồm các phân nhóm trong đó các thành viên trong quần xã được liên kết với nhau bằng tương tác mạnh, còn tương tác yếu xảy ra giữa các phân nhóm này. Điều này làm tăng tính ổn định của lưới thức ăn. Từng bước một, các đường hoặc quan hệ được vẽ ra cho đến khi minh họa ra một mạng lưới sự sống.

### Bậc dinh dưỡng

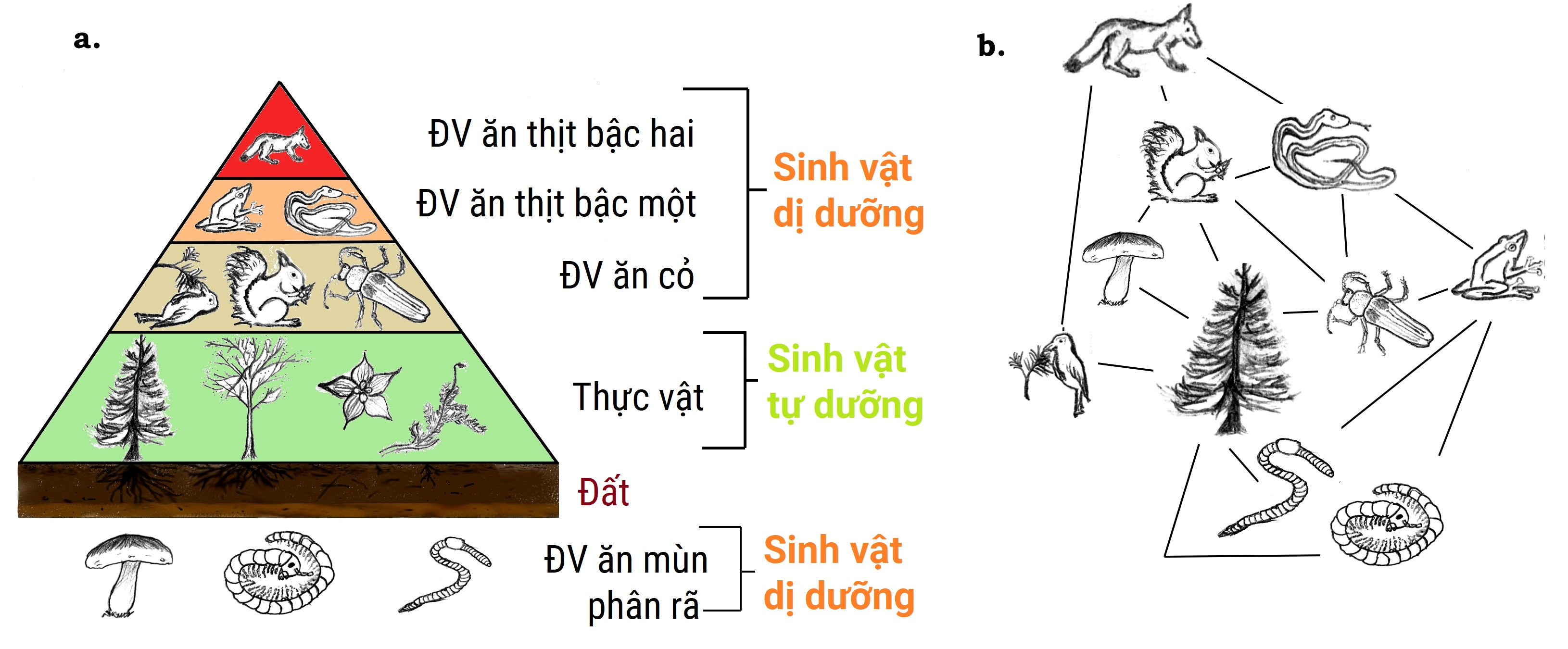
Một tháp dinh dưỡng (a) và một lưới thức ăn (b) minh họa mối quan hệ sinh thái giữa các sinh vật điển hình của hệ sinh thái bắc bán cầu trên cạn. Tháp dinh dưỡng đại diện cho sinh khối (thường được đo bằng tổng trọng lượng khô) ở mỗi cấp độ. Thực vật nói chung có sinh khối lớn nhất. Tên của các thể loại dinh dưỡng được hiển thị ở bên phải của tháp. Một số hệ sinh thái (chẳng hạn như nhiều vùng đất ngập nước) không tổ chức theo một tháp chính xác, bởi vì thực vật thủy sinh không dồi dào nhiều như thực vật sống lâu trên cạn (ví dụ: cây gỗ). Tháp dinh dưỡng sinh thái thường là một trong ba loại: 1) tháp số lượng, 2) tháp sinh khối hoặc 3) tháp năng lượng.

Một bậc dinh dưỡng (từ tiếng Hy Lạp troph, τροφή, trophē, có nghĩa là "thức ăn" hoặc "cho ăn") là "một nhóm sinh vật thu được phần lớn năng lượng đáng kể từ bậc liền kề thấp hơn (chiếu theo tháp sinh thái) gần nguồn phi sinh học hơn.":383 Các liên kết trong lưới thức ăn chủ yếu liên quan tới quan hệ cho ăn hoặc bậc dinh dưỡng giữa các loài. Đa dạng sinh học trong hệ sinh thái có thể được tổ chức thành các tháp dinh dưỡng, trong đó chiều dọc biểu thị những mối quan hệ cho ăn ngày càng bị loại bỏ khỏi gốc của chuỗi thức ăn hướng tới các loài săn mồi hàng đầu, còn chiều ngang biểu thị độ phong phú hoặc sinh khối ở mỗi cấp độ. Khi độ phong phú tương đối hoặc sinh khối của mỗi loài được sắp xếp theo bậc dinh dưỡng tương ứng, chúng sẽ tự nhiên sắp xếp thành một 'tháp số lượng'.
Các loài được phân loại rộng là sinh vật tự dưỡng (hoặc vật sản lượng sơ cấp), sinh vật dị dưỡng (hoặc sinh vật tiêu thụ) và sinh vật ăn mảnh vụn (hoặc sinh vật phân hủy). Sinh vật tự dưỡng là những sinh vật tự sản xuất thức ăn (sản xuất lớn hơn cả hô hấp) bằng quang hợp hoặc hóa tổng hợp. Sinh vật dị dưỡng là sinh vật phải ăn sinh vật khác để lấy chất dinh dưỡng và năng lượng (hô hấp vượt quá sản xuất). Sinh vật dị dưỡng có thể được chia nhỏ thành các nhóm chức năng khác nhau, bao gồm sinh vật tiêu thụ chính (động vật ăn cỏ thật sự), sinh vật tiêu thụ thứ cấp (động vật săn mồi ăn thịt chỉ ăn động vật ăn cỏ) và sinh vật tiêu thụ cấp ba (động vật ăn thịt ăn hỗn hợp động vật ăn cỏ và động vật ăn thịt). Động vật ăn tạp không nằm gọn trong thể loại chức năng vì chúng ăn cả mô thực vật và động vật. Có ý kiến cho rằng động vật ăn tạp có ảnh hưởng chức năng lớn hơn dưới dạng loài săn mồi vì so với động vật ăn cỏ, chúng tương đối kém hiệu quả trong khâu chăn thả.
Bậc dinh dưỡng là một phần của quan điểm hệ thống chính thể luận hoặc phức tạp của hệ sinh thái. Mỗi bậc dinh dưỡng chứa các loài không liên quan được lập nhóm với nhau vì chúng có chung chức năng sinh thái, mang lại một cái nhìn vĩ mô về hệ thống. Trong khi khái niệm về bậc dinh dưỡng cung cấp cái nhìn sâu sắc về dòng năng lượng và kiểm soát lưới thức ăn từ trên xuống, nhưng nó lại gây rối bởi sự thịnh hành của loài ăn tạp trong hệ sinh thái thực. Điều này làm một số nhà sinh thái học "nhắc lại quan điểm cho rằng hẳn nhiên các loài tập hợp thành bậc dinh dưỡng đồng nhất, rời rạc là hư cấu.":815 Tuy nhiên, những nghiên cứu gần đây chỉ ra rằng bậc dinh dưỡng thực sự có tồn tại, nhưng "xếp trên bậc dinh dưỡng của động vật ăn cỏ, lưới thức ăn được mô tả rõ hơn là một mạng lưới rối bời của các loài ăn tạp.":612

### Loài chủ chốt

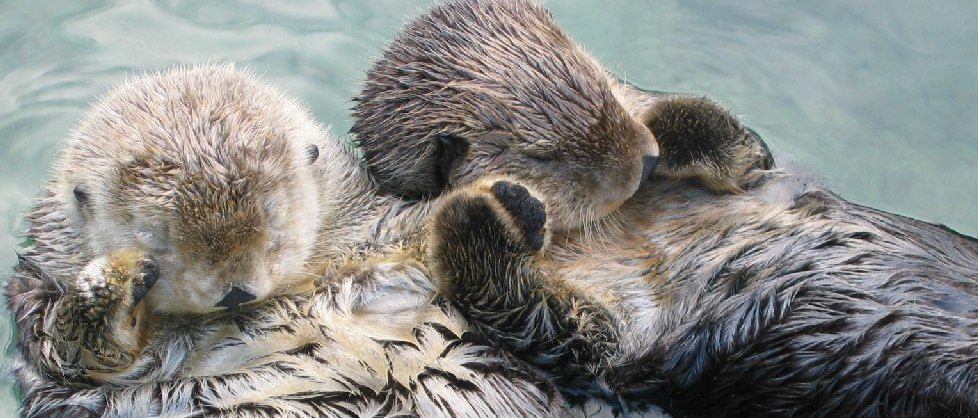
Rái cá biển, một ví dụ về loài chủ chốt.

Loài chủ chốt là một loài được kết nối với một số lượng lớn các loài không cân xứng khác trong lưới thức ăn. Loài chủ chốt có mức sinh khối thấp hơn trong tháp dinh dưỡng so với vai trò quan trọng của chúng. Nhiều kết nối mà một loài chủ chốt nắm giữ tức là nó duy trì tổ chức và cấu trúc của toàn bộ các quần xã. Mất đi một loài chủ chốt dẫn đến một loạt các hiệu ứng thác chảy đột ngột (được gọi là thác dinh dưỡng) làm thay đổi động lực dinh dưỡng, các kết nối lưới thức ăn khác và có thể gây ra sự tuyệt chủng của những loài khác. Thuật ngữ loài chủ chốt được Robert Paine đưa ra vào năm 1969 và có liên quan đến đặc điểm kiến trúc đá đỉnh vòm vì việc xóa một loài chủ chốt có thể dẫn đến sự sụp đổ của quần xã giống như việc bỏ đá đỉnh vòm trong một vòm có thể dẫn đến mất tính ổn định của vòm.
Rái cá biển (Enhydra lutris) thường được xem là một ví dụ về loài chủ chốt vì chúng hạn chế mật độ cầu gai ăn tảo bẹ. Nếu rái cá biển bị xóa khỏi hệ thống, cầu gai sẽ ăn cỏ cho đến khi các luống tảo bẹ biến mất, tác động đáng kể đến cấu trúc quần xã. Ví dụ, nạn săn bắt rái cá biển được xem là nguyên nhân gián tiếp làm tuyệt chủng bò biển Steller (Hydrodamalis gigas). Mặc dù khái niệm loài chủ chốt đã được sử dụng rộng như một công cụ bảo tồn, nhưng nó bị chỉ trích vì tính xác định kém từ lập trường hoạt động. Thật khó để xác định xem loài nào có thể nắm giữ vai trò chủ chốt trong mỗi hệ sinh thái bằng thực nghiệm. Ngoài ra, thuyết lưới thức ăn đề xuất rằng các loài chủ chốt có thể không phổ biến, vì vậy không rõ mẫu loài chủ chốt có thể được áp dụng chung như thế nào.

## Độ phức tạp
Độ phức tạp được hiểu là một công sức tính điện toán lớn cần thiết để ghép nối nhiều phần tương tác vượt quá sức ghi nhớ lặp lại của tâm trí con người. Các mẫu hình đa dạng sinh học toàn cầu mang tính chất phức tạp. Phức hợp sinh học này bắt nguồn từ tương tác giữa các quá trình sinh thái vận hành và ảnh hưởng đến các mẫu hình ở những quy mô khác nhau được phân loại lẫn nhau, chẳng hạn như khu vực chuyển tiếp hoặc vùng đệm trải rộng các cảnh quan. Tính phức tạp bắt nguồn từ tương tác giữa các cấp độ tổ chức sinh học dưới dạng năng lượng, rồi vật chất được tích hợp vào những đơn vị lớn hơn đặt chồng lên những phần nhỏ hơn. "Những gì là tổng thể ở một cấp độ sẽ trở thành những bộ phận ở cấp độ cao hơn.":209 Những mẫu quy mô nhỏ không nhất thiết phải giải thích hiện tượng quy mô lớn, nếu không được ghi lại trong biểu thức (do Aristotle đặt ra) 'tổng lớn hơn các phần'.[E]
"Độ phức tạp trong sinh thái học có ít nhất sáu loại riêng biệt: không gian, thời gian, cấu trúc, quá trình, tập tính và hình học.":3 Từ những nguyên lý này, các nhà sinh thái học xác định những hiện tượng đột sinh và tự tổ chức hoạt động ở các quy mô khác nhau tác động đến môi trường, từ phân tử đến khắp hành tinh và những điều này đòi hỏi các phép giải thích khác nhau ở mỗi cấp độ tích hợp. Độ phức tạp sinh thái liên quan đến sức phục hồi động lực của hệ sinh thái chuyển đổi sang nhiều trạng thái ổn định đang dịch chuyển do các biến động ngẫu nhiên của lịch sử điều hướng. Những nghiên cứu sinh thái dài hạn cung cấp các ghi chép theo dõi quan trọng để nắm rõ hơn về độ phức tạp và sức phục hồi của hệ sinh thái theo thời gian dài hơn và quy mô không gian rộng hơn. Những nghiên cứu này được quản lý bởi Mạng lưới sinh thái dài hạn quốc tế (LTER). Thí nghiệm tồn tại lâu nhất là Thí nghiệm cỏ công viên, được khởi xướng vào năm 1856. Một ví dụ khác là nghiên cứu Hubbard Brook bắt đầu đi vào hoạt động từ năm 1960.

### Chính thể luận
Chính thể luận (tiếng Anh: holism) vẫn là một phần quan trọng của nền tảng lý thuyết trong nghiên cứu sinh thái đương đại. Chính thể luận dùng để chỉ tổ chức sinh học của sự sống tự tổ chức thành các lớp của toàn bộ hệ thống đột sinh hoạt động theo các đặc tính không rút gọn. Điều này có nghĩa là các mẫu bậc cao hơn của toàn bộ hệ thống chức năng (chẳng hạn như một hệ sinh thái) không thể dự đoán hoặc hiểu được bằng một phép cộng đơn giản các bộ phận. "Những đặc tính mới xuất hiện do các thành phần tương tác với nhau, không phải do bản chất cơ sở của những thành phần bị thay đổi.":8
Nghiên cứu sinh thái cần phải chính thể trái ngược với chủ nghĩa rút gọn. Chính thể luận có ba ý nghĩa hoặc cách sử dụng khoa học đồng nhất với sinh thái học: 1) độ phức tạp cơ học của hệ sinh thái, 2) mô tả các mẫu hình trên thực tế theo thuật ngữ rút gọn số lượng, trong đó mối tương quan có thể được xác định nhưng cách nào nắm được về quan hệ nhân quả mà không cần liên hệ đến toàn bộ hệ thống, từ đó dẫn đến 3) một hệ thống phân cấp siêu hình, theo đó mối quan hệ nhân quả của các hệ thống lớn hơn được hiểu mà không cần liên hệ đến các phần nhỏ hơn. Chính thể luận khoa học khác với chủ nghĩa thần bí mà cả hai có cùng thuật ngữ. Một ví dụ về chính thể siêu hình được xác định theo xu hướng tăng độ dày bên ngoài vỏ của các loài khác nhau. Lý do tăng độ dày có thể được hiểu nhờ tham khảo nguyên lý chọn lọc tự nhiên thông qua ăn thịt mà không cần tham khảo hoặc hiểu đặc tính phân tử sinh học của lớp vỏ bên ngoài.

## Quan hệ với tiến hóa
Sinh thái học và sinh học tiến hóa được xem là các phân ngành chị em của khoa học sự sống. Chọn lọc tự nhiên, lịch sử sự sống, phát triển, thích nghi, quần thể và di truyền là những ví dụ về khái niệm đều xâu chuỗi đến thuyết sinh thái học và tiến hóa. Ví dụ, những đặc điểm hình thái, tập tính và di truyền có thể được lập bản đồ trên cây tiến hóa để nghiên cứu lịch sử phát triển của một loài liên quan đến chức năng và vai trò của chúng trong các hoàn cảnh sinh thái khác nhau. Trong khuôn khổ này, công cụ phân tích của các nhà sinh thái học và tiến hóa học chồng chéo lên nhau khi họ tổ chức, phân loại và khám phá sự sống thông qua những nguyên lý hệ thống chung, chẳng hạn như phát sinh loài hoặc hệ thống phân loại Linnaean. Hai phân ngành này thường xuất hiện cùng nhau, chẳng hạn như trong nhan đề của tạp chí Trends in Ecology and Evolution. Không có ranh giới rõ ràng nào giữa hệ sinh thái và tiến hóa, chúng khác nhau nhiều hơn trong những mảng ứng dụng trọng tâm của mỗi ngành. Cả hai phân ngành khám phá và giải thích các đặc tính và quy trình đột sinh và độc nhất hoạt động trên các quy mô tổ chức theo không gian hoặc thời gian khác nhau. Trong lúc ranh giới giữa sinh thái học và tiến hóa không phải lúc nào cũng rõ ràng, nhưng các nhà sinh thái học nghiên cứu những yếu tố phi sinh học và sinh học tác động đến quá trình tiến hóa, còn tiến hóa có thể xảy đến nhanh chóng trong giai đoạn sinh thái ngắn nhất là một thế hệ.

### Sinh thái học tập tính

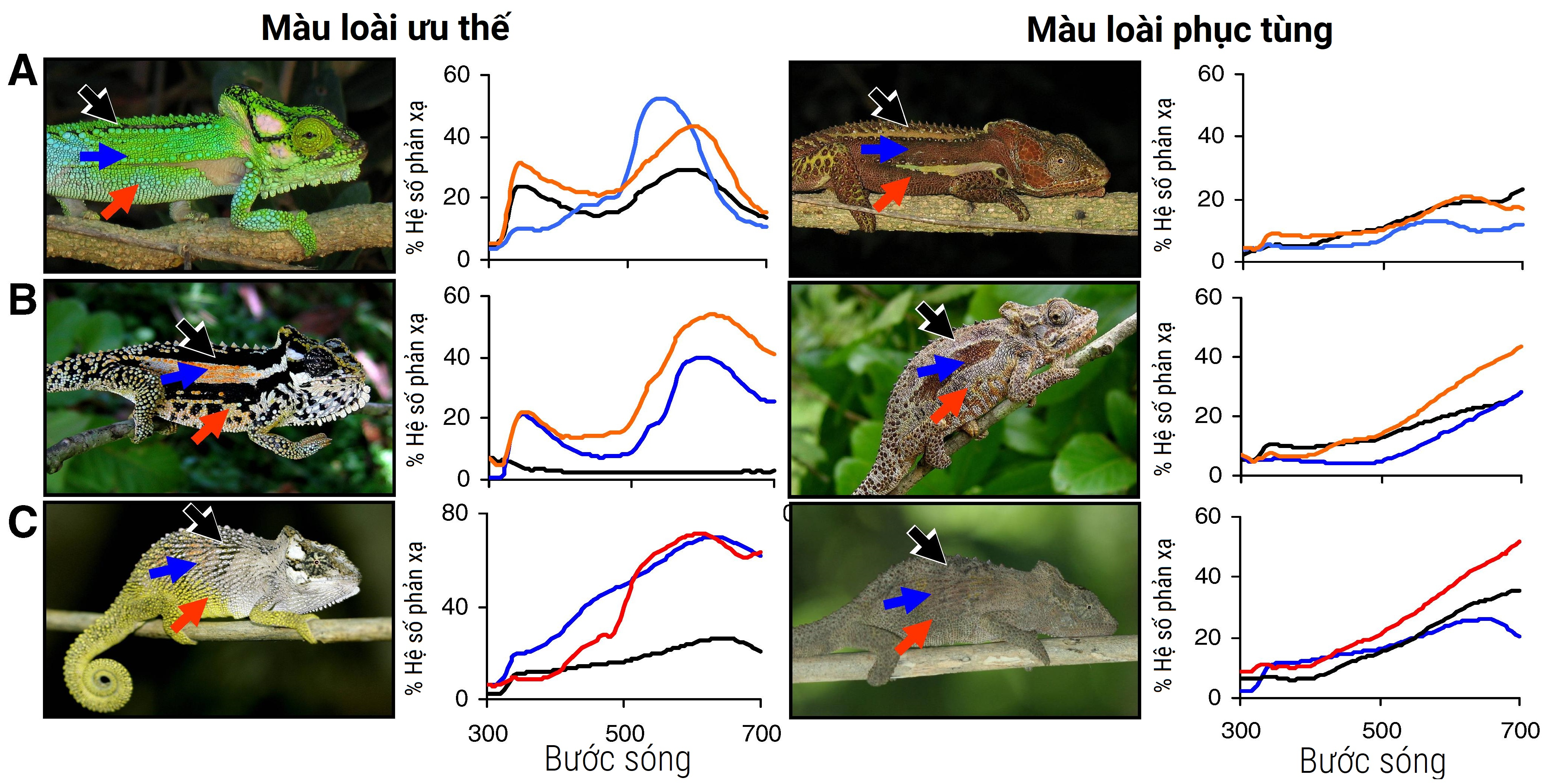
Biểu đồ xã hội và biến đổi màu sắc ở các loài tắc kè hoa thích nghi khác nhau (Bradypodion). Tắc kè hoa thay đổi màu da để phù hợp với hoàn cảnh như một cơ chế bảo vệ tập tính và còn sử dụng màu sắc để giao tiếp với các thành viên khác trong loài, chẳng hạn như loài ưu thế (trái) so với loài phục tùng (phải) được thể hiện trong ba loài (A-C) ở trên.

Tất cả sinh vật đều có thể bộc lộ tập tính. Ngay cả thực vật cũng thể hiện tập tính phức tạp, bao gồm trí nhớ và giao tiếp. Sinh thái học tập tính là ngành nghiên cứu về tập tính của một sinh vật trong môi trường của nó cùng ý nghĩa sinh thái và tiến hóa của loài ấy. Tập tính học là ngành nghiên cứu về chuyển động hoặc tập tính có thể quan sát được ở động vật. Môn này có thể gồm các cuộc điều tra nghiên cứu về tinh trùng di động của thực vật, thực vật phù du di động, động vật phù du bơi về phía trứng cái, nuôi cấy nấm của bọ gạo, điệu giao phối của kỳ nhông hoặc những cuộc tụ tập xã hội của amip.
Thích nghi là khái niệm thống nhất trọng tâm trong môn sinh thái học tập tính. Các tập tính có thể được ghi chép dưới dạng tính trạng và được di truyền theo cách của màu mắt và màu tóc. Tập tính có thể tiến hóa bằng phương pháp chọn lọc tự nhiên dưới dạng tính trạng thích nghi, mang lại những tiện ích chức năng làm tăng khả năng sinh sản.

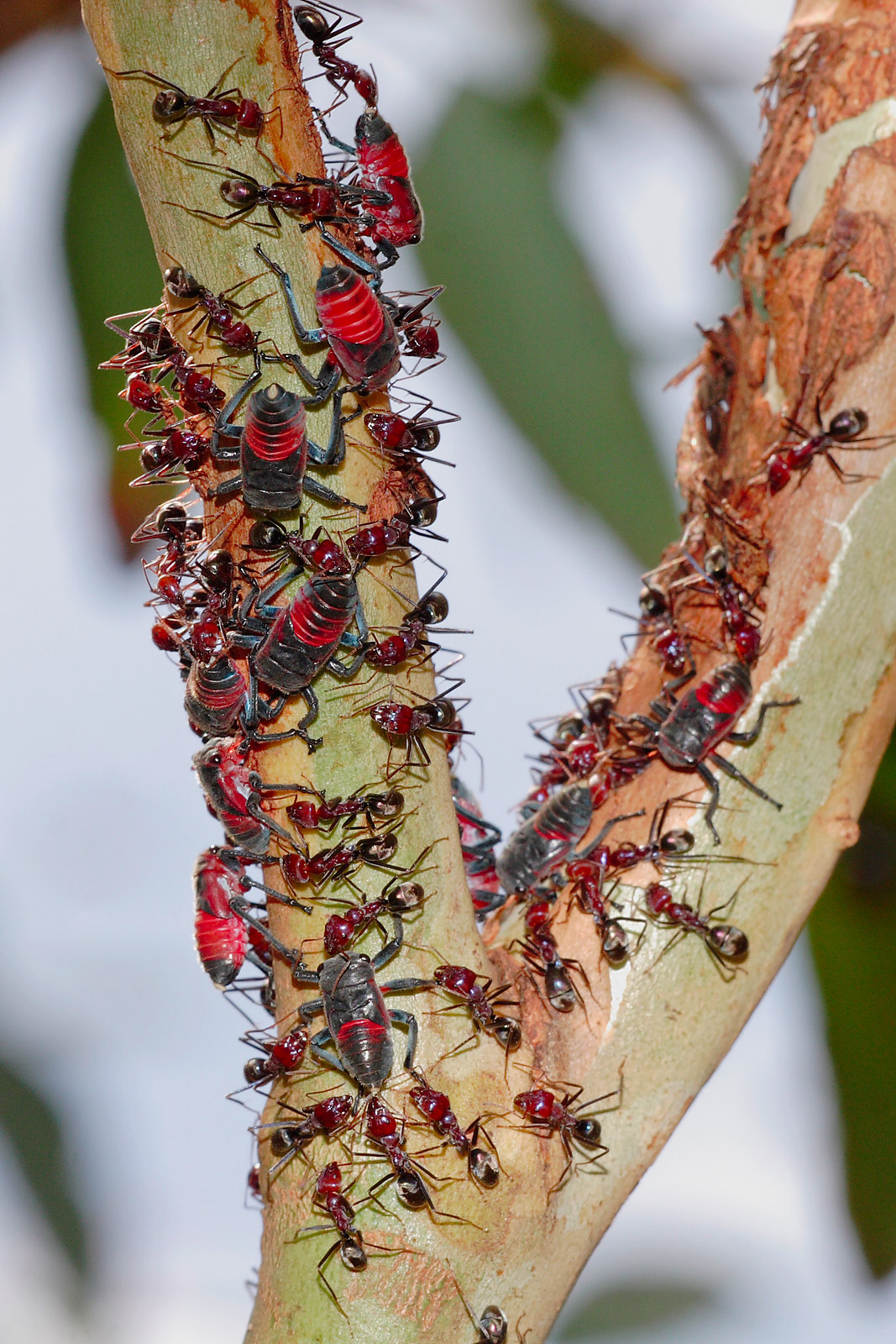
Quan hệ hỗ trợ: Rầy lá (Eurymela fenestrata) được kiến (ridomyrmex purpureus) bảo vệ trong mối quan hệ hỗ trợ. Kiến bảo vệ rầy khỏi những loài săn mồi và kích thích rầy ăn; đổi lại, rầy ăn thực vật tiết ra dịch mật từ hậu môn của chúng, cung cấp năng lượng và chất dinh dưỡng cho kiến đang chăm sóc.

Tương tác giữa loài săn mồi và con mồi là khái niệm mở đầu cho các nghiên cứu về lưới thức ăn cũng như sinh thái học tập tính. Loài con mồi có thể biểu hiện những kiểu thích nghi tập tính khác nhau đối với loài săn mồi, chẳng hạn như tránh, chạy trốn hoặc phòng vệ. Nhiều loài con mồi phải đối mặt với nhiều con săn mồi khác biệt về mức độ nguy hiểm. Để thích nghi với môi trường của chúng và đối mặt với mối đe dọa bị săn đuổi, sinh vật phải cân bằng quỹ năng lượng khi chúng đầu tư vào các khía cạnh khác nhau trong lịch sử sự sống của chúng, chẳng hạn như phát triển, kiếm ăn, giao phối, giao tiếp xã hội hoặc thay đổi sinh cảnh. Các giả thuyết được đặt ra trong sinh thái học tập tính thường dựa trên những nguyên lý thích nghi về bảo tồn, tối ưu hóa hoặc hiệu quả. Ví dụ: "giả thuyết tránh loài săn mồi nhạy cảm với mối đe dọa dự đoán rằng con mồi nên đánh giá mức độ đe dọa của những loài săn mồi khác nhau và phù hợp với tập tính của chúng theo mức độ rủi ro hiện tại" hoặc "khoảng cách bắt đầu săn đuổi lý tưởng xảy ra khi thể lực dự kiến sau khi chạm trán đạt mức tối đa, phụ thuộc vào thể lực đầu tiên của con mồi, lợi ích có được nhờ không bỏ trốn, phí năng lượng để bỏ trốn và tổn thất thể lực dự kiến bởi rủi ro bị săn mồi."
Những màn khoe mẽ và tư thế tình dục phức tạp được bắt gặp trong sinh thái học tập tính của động vật. Ví dụ, chim thiên đường hót và khoe mẽ những món đồ trang trí phức tạp trong quá trình ve vãn. Những màn khoe mẽ này phục vụ mục đích kép là báo hiệu những cá thể khỏe mạnh hoặc giỏi thích nghi và mang gen mong muốn. Các màn khoe mẽ được thúc đẩy bởi chọn lọc giới tính như để quảng cáo về chất lượng tính trạng giữa những loài ve vãn.

### Sinh thái học nhận thức
Sinh thái học nhận thức tổng hợp lý thuyết và các quan sát từ sinh thái học tiến hóa và sinh học thần kinh (chủ yếu là khoa học nhận thức), nhằm nắm rõ tác động mà tương tác của động vật với sinh cảnh gây ra lên những hệ thống nhận thức của chúng và cách mà các hệ thống ấy hạn chế tập tính trong khuôn khổ sinh thái học và tiến hóa. "Tuy nhiên, cho đến gần đây, các nhà khoa học nhận thức không để tâm đầy đủ đến thực tế cơ bản rằng những đặc tính nhận thức đã phát triển trong môi trường tự nhiên cụ thể. Với việc đánh giá áp lực lựa chọn trên nhận thức, sinh thái học nhận thức có thể đóng góp gắn kết trí tuệ cho nghiên cứu nhận thức đa ngành." Là một ngành nghiên cứu liên quan đến 'móc nối' hoặc tương tác giữa sinh vật và môi trường, sinh thái học nhận thức có liên quan mật thiết với thuyết thực thi, lĩnh vực dựa trên quan điểm rằng "...chúng ta phải xem sinh vật và môi trường gắn kết với nhau theo đặc điểm kỹ thuật và chọn lọc có đi có lại..."

### Sinh thái học xã hội
Những tập tính sinh thái-xã hội đáng chú ý ở côn trùng xã hội, mốc nhầy, nhện xã hội, xã hội nhân loại và chuột dũi trụi lông, nơi xã hội ưu tú đã phát triển. Những tập tính xã hội gồm các tập tính có lợi lẫn nhau giữa dòng dõi và bạn cùng tổ và phát triển từ chọn lọc dòng dõi và nhóm. Chọn lọc dòng dõi giải thích lòng vị tha thông qua mối quan hệ di truyền, theo đó một tập tính tha mồi dẫn đến cái chết được đền đáp bằng việc các bản sao di truyền sống sót được phân bộ cùng các dòng dõi sót lại. Những con côn trùng xã hội, gồm kiến, ong và tò vò là các nghiên cứu nổi tiếng nhất về kiểu quan hệ này vì những con ong mật đực là những bản sao chung lớp hóa trang di truyền như mọi con đực khác trong đàn. Ngược lại, những loài theo chọn lọc nhóm tìm thấy các ví dụ về lòng vị tha giữa những loài dòng dõi không di truyền và giải thích điều này thông qua hành động chọn lọc trên nhóm; theo đó, điều trên trở thành chọn lọc có lợi dành cho các nhóm nếu các thành viên của nhóm thể hiện những tập tính tha mồi cho nhau. Các nhóm chủ yếu gồm các thành viên tha mồi ưu thế tốt hơn các nhóm có các thành viên đa phần là ích kỷ.

### Đồng tiến hóa

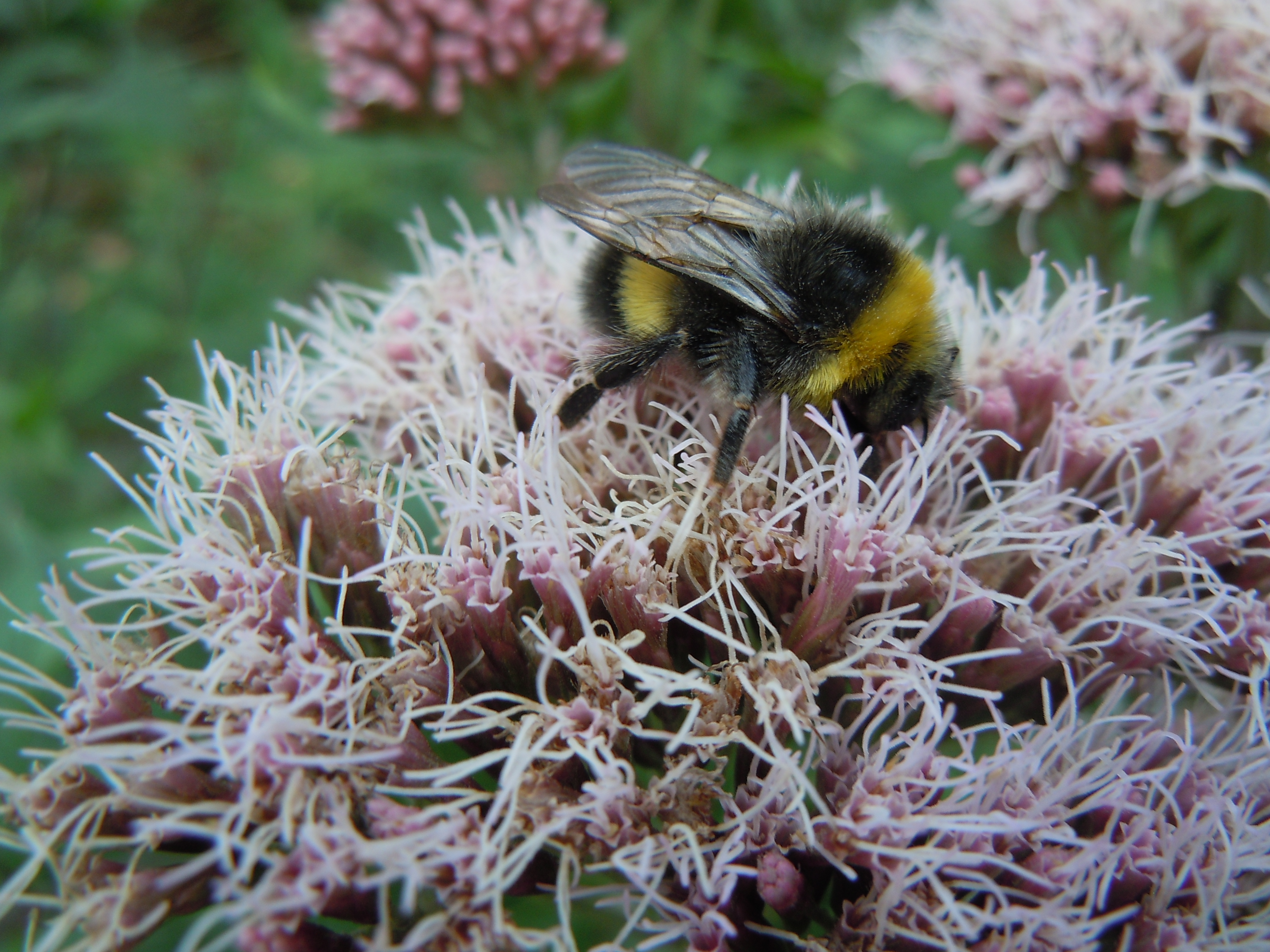
Ong nghệ và những bông hoa mà chúng thụ phấn đã đồng tiến hóa để cả hai phụ thuộc vào nhau để sinh tồn.

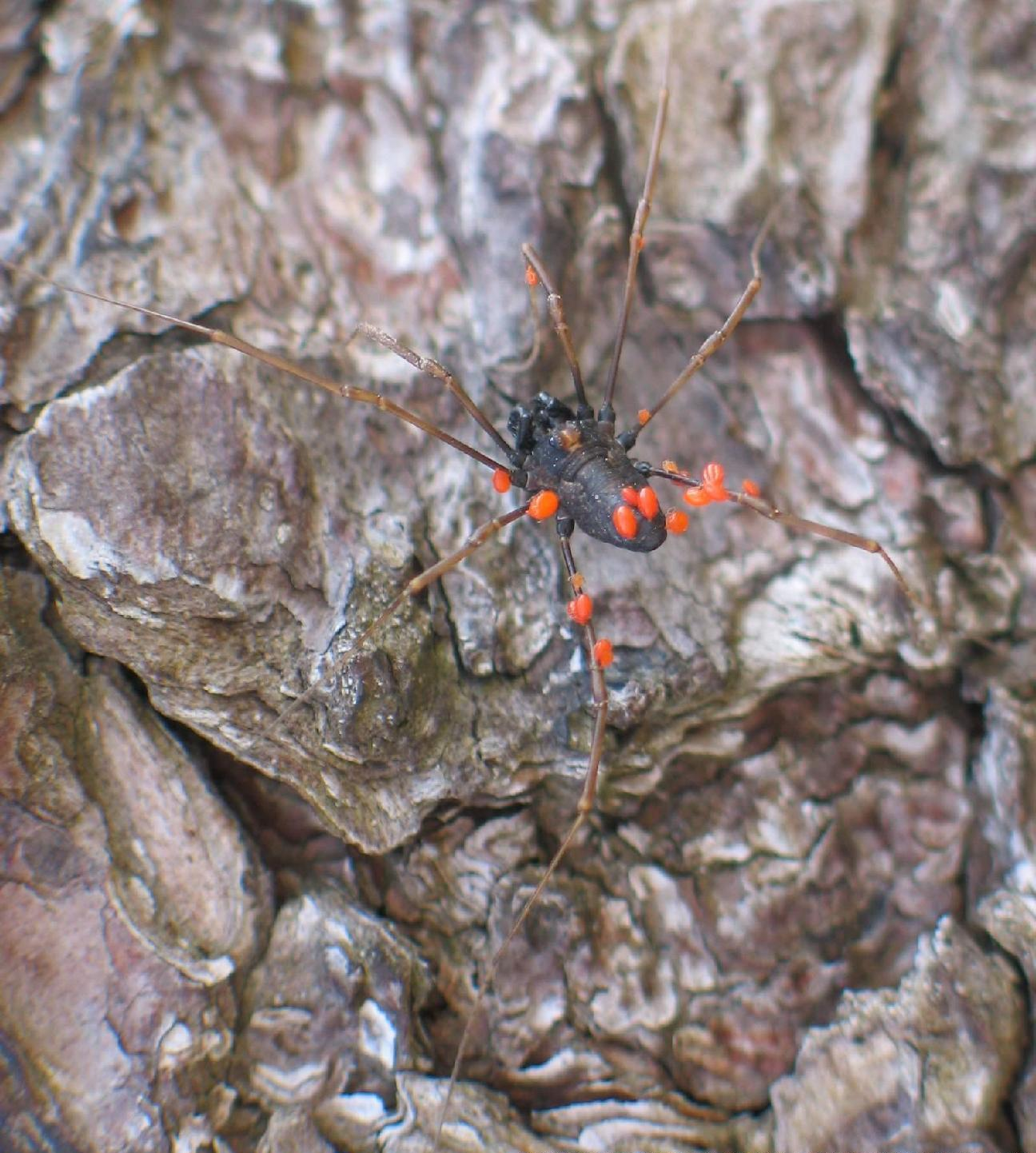
Ký sinh: Một con nhện chàng say bị mạt bụi ký sinh. Nhện chàng say đang bị tiêu thụ, trong khi mạt bụi hưởng lợi từ việc đi lại và kiếm ăn từ vật chủ của chúng.

Tương tác sinh thái có thể được phân loại chung thành mối quan hệ vật chủ và cộng tác. Một vật chủ là một thực thể bất kỳ chứa chấp một thực thể khác được gọi là đối tác. Mối quan hệ tương tác giữa hai hay nhiều loài trong đó ít nhất không có loài nào bị hại (gồm cả cộng sinh – hai loài cùng có lợi gắn bó chặt chẽ với nhau, hội sinh – một loài có lợi, loài kia không có lợi cũng không bị hại và hợp tác – hai loài có lợi nhưng không gắn bó chặt chẽ) được gọi là quan hệ hỗ trợ. Những ví dụ về quan hệ hỗ trợ gồm có kiến trồng nấm sử dụng cộng sinh nông nghiệp, vi khuẩn sống trong ruột côn trùng và các sinh vật khác, phức hợp thụ phấn của tò vò cây sung và bướm yucca, địa y với nấm và tảo quang hợp, và san hô với tảo quang hợp. Nếu có một liên kết vật lý giữa vật chủ và đối tác, mối quan hệ đó được gọi là cộng sinh. Ví dụ, khoảng 60% tổng số thực vật có mối quan hệ cộng sinh với nấm rễ có đầu sống trong rễ của chúng, lập thành một mạng lưới trao đổi carbohydrate để đổi lấy chất dinh dưỡng khoáng.
Quan hệ hỗ trợ gián tiếp diễn ra khi các sinh vật sống tách biệt. Ví dụ, cây gỗ sống ở các vùng xích đạo của hành tinh cung cấp oxy vào bầu khí quyển để duy trì sự sống của các loài sống ở những vùng cực xa xôi của hành tinh. Mối quan hệ này được gọi là hội sinh vì nhiều loài khác hưởng lợi của không khí sạch mà không mất chi phí hay gây hại cho cây cung cấp oxy. Nếu đối tác hưởng lợi còn vật chủ chịu tổn thất, mối quan hệ này được gọi là ký sinh. Mặc dù vật ký sinh áp đặt chi phí cho vật chủ của chúng (ví dụ, thông qua tổn thất cho cơ quan sinh sản hoặc chồi mầm của chúng, từ chối dịch vụ của đối tác có lợi), tác động thuần của chúng lên sức khỏe của vật chủ không nhất thiết là tiêu cực và do đó trở nên khó đoán. Đồng tiến hóa cũng bị điều khiển bởi cạnh tranh giữa các loài hoặc giữa các thành viên cùng loài dưới dạng quan hệ đối kháng (gồm cạnh tranh – ít nhất một loài bị hại, sinh vật ăn sinh vật, ký sinh và ức chế cảm nhiễm – một loài vô tình tiết chất ức chế loài khác), chẳng hạn như các loài cỏ tranh nhau không gian phát triển. Ví dụ, Thuyết Hoàng hậu Đỏ cho rằng vật ký sinh theo dõi và chuyên hóa các hệ thống bảo vệ di truyền phổ biến tại địa phương của vật chủ, điểu khiển tiến hóa của sinh sản hữu tính để đa dạng hóa khách hàng di truyền của quần thể phản ứng trước áp lực đối kháng.

### Địa lý sinh học
Địa lý sinh học (kết hợp giữa sinh học và địa lý) là môn nghiên cứu so sánh về phân bố địa lý của sinh vật và sự tiến hóa tương ứng ở đặc tính của chúng trong không gian và thời gian. Journal of Biogeography (tập san địa lý sinh học) ra đời vào năm 1974. Địa lý sinh học và sinh thái học có chung nhiều nguồn gốc nguyên lý. Ví dụ, thuyết địa lý sinh học đảo (do Robert MacArthur và Edward O. Wilson xuất bản năm 1967) được xem là một trong những cơ sở của thuyết sinh thái.
Địa lý sinh học có một lịch sử lâu đời trong các môn khoa học tự nhiên liên quan đến phân bố một phần của thực vật và động vật. Sinh thái học và tiến hóa cung cấp phạm vi giải thích cho các nghiên cứu địa lý sinh học. Những mẫu hình địa lý sinh học ra đời từ các quá trình sinh thái tác động đến phân bố phạm vi, chẳng hạn như di cư và phân tán; và từ các quá trình lịch sử chia cắt quần thể hoặc loài thành những khu vực khác nhau. Những quá trình địa lý sinh học dẫn tới sự phân chia loài tự nhiên, mà từ đấy giải thích đa phần phân bố hiện đại của khu hệ sinh vật trên Trái Đất. Sự phân chia các chuỗi thế hệ trong loài được gọi là hình thành loài khác vùng và đây là một phân ngành của địa lý sinh học. Còn có những ứng dụng thực tế của lĩnh vực địa lý sinh học liên quan đến các hệ thống và quá trình sinh thái. Ví dụ, phạm vi và phân bố của đa dạng sinh học và các loài xâm lấn phản ứng trước biến đổi khí hậu là một mối lo ngại nghiêm trọng và lĩnh vực nghiên cứu tích cực trong bối cảnh ấm lên toàn cầu.

#### Thuyết chọn lọc r/K
Một khái niệm sinh thái quần thể là thuyết chọn lọc r/K,[D] một trong những mô hình dự đoán đầu tiên trong sinh thái học được dùng để giải thích tiến hóa trong lịch sử sự sống. Tiền đề đằng sau mô hình chọn lọc r/K là những áp lực của chọn lọc tự nhiên thay đổi theo mật độ dân số. Ví dụ, khi một hòn đảo lần đầu có sinh vật đến ở thì mật độ cá thể thấp. Sự tăng trưởng quy mô quần thể đầu tiên không bị sự cạnh tranh hạn chế, để lại nguồn sống dồi dào để phát triển dân số nhanh chóng. Những giai đoạn đầu của quá trình tăng dân số này trải qua tác động của chọn lọc tự nhiên không phụ thuộc vào mật độ, được gọi là chọn lọc r. Khi quần thể trở nên đông đúc hơn, nó sẽ đạt đến sức chịu tải của hòn đảo, do đó buộc các cá thể phải cạnh tranh gay gắt hơn với ít nguồn sống sẵn có hơn. Dưới điều kiện đông đúc, quần thể trải qua các tác động của chọn lọc tự nhiên phụ thuộc vào mật độ, được gọi là chọn lọc K.
Trong mô hình chọn lọc r/K, biến số đầu tiên r là tốc độ gia tăng tự nhiên nội tại của quy mô quần thể, còn biến thứ hai K là sức chịu tải của quần thể. Các loài khác nhau phát triển những chiến lược lịch sử sự sống khác nhau kéo dài liên tục giữa hai tác động chọn lọc này. Một loài chọn lọc r là loài có tốc độ sinh sản cao, mức đầu tư của phụ huynh thấp và tốc độ tử vong cao trước khi các cá thể trưởng thành. Sự tiến hóa ủng hộ tốc độ sức sinh sản cao ở các loài chọn lọc r. Nhiều loại côn trùng và loài xâm lấn thể hiện các tính trạng chọn lọc r. Ngược lại, một loài chọn lọc K có tốc độ sức sinh sản thấp, mức độ đầu tư cao của phụ huynh vào con non và tốc độ tử vong thấp khi các cá thể trưởng thành. Con người và voi là những ví dụ về các loài thể hiện tính trạng chọn lọc K, gồm tuổi thọ và hiệu quả trong việc chuyển đổi nhiều nguồn sống hơn thành ít lứa đẻ hơn.

### Sinh thái học phân tử
Mối quan hệ mật thiết giữa sinh thái học và di truyền có mặt trước khi các kỹ thuật phân tích phân tử hiện đại ra đời. Nghiên cứu sinh thái phân tử trở nên khả thi hơn với sự phát triển của các công nghệ di truyền nhanh chóng và dễ tiếp cận, chẳng hạn như phản ứng chuỗi polymerase (PCR). Sự gia tăng của công nghệ phân tử và dòng câu hỏi nghiên cứu về lĩnh vực sinh thái mới này là nguyên nhận cho xuất bản tập san Molecular Ecology (sinh thái học phân tử) vào năm 1992. Sinh thái học phân tử sử dụng những kỹ thuật phân tích khác nhau để nghiên cứu gen trong bối cảnh tiến hóa và sinh thái. Năm 1994, John Avise còn đóng vai trò chính trong bộ môn khoa học này với việc cho xuất bản cuốn sách Molecular Markers, Natural History and Evolution. Những công nghệ tân tiến hơn đã mở ra một làn sóng phân tích di truyền lên các sinh vật từng khó nghiên cứu từ lập trường sinh thái hoặc tiến hóa, chẳng hạn như vi khuẩn, nấm và giun tròn. Sinh thái học phân tử đã lập ra một mô hình nghiên cứu mới để điều tra nghiên cứu các câu hỏi sinh thái bị xem là khó xử lý. Những cuộc nghiên cứu phân tử đã hé lộ những chi tiết từng gây khó hiểu trong những điều phức tạp nhỏ bé của tự nhiên và nâng cao khả năng giải quyết các câu hỏi thăm dò về tập tính và sinh thái địa lý sinh học. Ví dụ, sinh thái học phân tử tiết lộ tập tính tình dục lăng nhăng và nhiều bạn tình nam ở những con chim én cây mà trước đây bị xem là một vợ một chồng về mặt xã hội. Trong bối cảnh địa lý sinh học, sự kết hợp giữa di truyền học, sinh thái học và tiến hóa dẫn đến một phân ngành mới gọi là phát sinh địa lý học.

## Sinh thái nhân văn
Rachel Carson, Mùa xuân vắng lặng, đoạn dịch trích từ sách dịch của nhóm dịch Khánh An, NXB Thế Giới
Sinh thái học vừa là một môn khoa học sinh học vừa là một môn khoa học nhân văn. Sinh thái nhân văn là một cuộc nghiên cứu liên ngành về sinh thái học của giống loài chúng ta. "Sinh thái nhân văn có thể được định nghĩa: (1) từ quan điểm sinh thái học dạng nghiên cứu về con người với tư cách là loài ưu thế sinh thái trong quần xã và hệ thống thực vật và động vật; (2) từ quan điểm sinh thái học dưới dạng đơn giản là một động vật khác tác động và bị ảnh hưởng bởi môi trường vật lý của con người; và (3) với tư cách con người (nhìn chung khác với sự sống của động vật theo cách nào đấy) tương tác với môi trường vật chất và bị điều chỉnh theo một lối đặc biệt và sáng tạo. Một môn sinh thái nhân văn thực sự liên ngành rất có thể sẽ giải quyết được cả ba vấn đề này.":3 Thuật ngữ được chính thức giới thiệu vào năm 1921, nhưng nhiều nhà xã hội học, địa lý học, tâm lý học và các ngành khác đã quan tâm đến mối quan hệ của con người với các hệ thống tự nhiên từ nhiều thế kỷ trước, đặc biệt là vào cuối thế kỷ 19.
Những độ phức tạp của sinh thái mà nhân loại đang phải đối mặt thông qua chuyển đổi công nghệ của đại quần xã sinh vật khắp hành tinh đã đặt ra một thách thức ở thế Anthropocene. Tập hợp những hoàn cảnh độc đáo đã tạo nên nhu cầu về một môn khoa học thống nhất mới có tên gọi là hệ thống kết hợp tự nhiên và con người, nhưng vượt ra ngoài lĩnh vực sinh thái nhân văn. Hệ sinh thái gắn kết với xã hội loài người thông qua các chức năng hỗ trợ sự sống quan trọng và toàn diện rồi duy trì chúng. Nhằm nhận thức được những chức năng này và sự bất khả thi của những phương pháp định giá kinh tế truyền thống để nhìn ra giá trị trong các hệ sinh thái, đã dấy lên sự quan tâm tăng lên trong vốn tự nhiên-xã hội, cung cấp các phương tiện để đánh giá giá trị của nguyên vật liệu và sử dụng thông tin và chất liệu xuất phát từ hàng hóa và dịch vụ hệ sinh thái. Những hệ sinh thái sản xuất, điều chỉnh, duy trì và cung cấp các dịch vụ thiết yếu và có lợi cho sức khỏe con người (nhận thức và sinh lý), các nền kinh tế và thậm chí chúng còn cung cấp thông tin hoặc chức năng tham khảo như một thư viện sống, qua đấy tạo cơ hội phát triển khoa học và nhận thức cho thiếu nhi dấn thân vào sự phức tạp của thế giới tự nhiên. Hệ sinh thái liên hệ mật thiết đến sinh thái nhân văn vì chúng là nền tảng cơ sở chủ chốt của kinh tế toàn cầu dưới dạng mọi hàng hóa, và khả năng trao đổi hàng chủ yếu bắt nguồn từ các hệ sinh thái trên Trái Đất.
Grumbine (1994):27
Sinh thái học là một môn khoa học có ứng dụng phục hồi, sửa chữa các nơi bị xáo trộn nhờ sự can thiệp của con người, trong quản lý tài nguyên thiên nhiên và trong đánh giá tác động môi trường. Edward O. Wilson đã dự đoán vào năm 1992 rằng thế kỷ 21 "sẽ là kỷ nguyên phục hồi trong sinh thái". Khoa học sinh thái đã bùng nổ trong lĩnh vực đầu tư công nghiệp vào các hệ sinh thái phục hồi và những quá trình chúng tại những nơi bị bỏ hoang sau khi bị xáo trộn. Ví dụ, các nhà quản lý tài nguyên thiên nhiên trong lĩnh vực lâm nghiệp thuê những nhà sinh thái học để phát triển, điều chỉnh và tiến hành phương pháp dựa trên hệ sinh thái vào các giai đoạn lập kế hoạch, vận hành và phục hồi sử dụng đất. Một ví dụ khác về bảo tồn có thể thấy ở bờ biển phía đông của Hoa Kỳ tại Boston, MA. Thành phố Boston đã thực hiện Sắc lệnh đất ngập nước, tức là cải thiện tính ổn định của môi trường đất ngập nước bằng cách thực hiện cải tạo đất, nhằm cải thiện lưu lượng và dòng chảy nước ngầm, đồng thời cắt tỉa hoặc loại bỏ thảm thực vật có thể gây hại cho chất lượng nước.  Khoa học sinh thái được ứng dụng trong các phương pháp thu hoạch bền vững, quản lý dịch bệnh và hỏa hoạn, trong quản lý nguyên liệu thủy sản để tích hợp sử dụng đất với các khu vực và cộng đồng được bảo vệ, ngoài ra còn bảo tồn trong các cảnh quan địa-chính trị phức tạp.

## Liên hệ đến môi trường
Môi trường của các hệ sinh thái bao gồm cả những thông số vật lý và thuộc tính sinh học. Môi trường được liên kết với nhau bằng động lực và mang nguồn sống dành cho các sinh vật vào bất kỳ thời điểm nào trong suốt vòng đời của chúng. Giống như sinh thái học, thuật ngữ môi trường mang ý nghĩa khái niệm khác nhau và trùng lặp với khái niệm tự nhiên. Môi trường “bao gồm thế giới vật chất, thế giới xã hội của quan hệ giữa con người với nhau và thế giới xây dựng do con người tạo ra”.:62 Môi trường vật lý nằm ngoài cấp độ tổ chức sinh học hiện đang được nghiên cứu, có thể kể đến các yếu tố phi sinh học như nhiệt độ, bức xạ, ánh sáng, hóa học, khí hậu và địa chất. Môi trường sinh học thì gồm có gen, tế bào, sinh vật, các thành viên cùng loài (cùng loài) và những loài khác có chung sinh cảnh.
Tuy nhiên, khác biệt giữa môi trường bên ngoài và bên trong là một khái niệm trừu tượng phân tích sự sống và môi trường thành các đơn vị hoặc sự kiện không thể tách rời trong thực tế. Có một hiện tượng thâm nhập nhân quả giữa môi trường và sự sống. Ví dụ, định luật nhiệt động lực học áp dụng cho hệ sinh thái thông qua trạng thái vật lý của nó. Với hiểu biết về các nguyên lý trao đổi chất và nhiệt động lực học, người ta có thể giải thích toàn bộ dòng chảy năng lượng và vật chất thông qua một hệ sinh thái. Theo cách này, mối quan hệ môi trường và sinh thái được nghiên cứu thông qua liên hệ đến các phần quản lý khái niệm và duy vật riêng biệt. Sau khi các thành phần môi trường hiệu quả được hiểu nhờ tham khảo nguyên nhân của chúng; tuy nhiên, về mặt khái niệm, chúng tái liên kết với nhau thành một tổng thể tích hợp, hay hệ thống từng được gọi là holocoenotic. Đây được gọi là cách tiếp cận biện chứng đối với sinh thái học. Cách tiếp cận biện chứng đánh giá những bộ phận nhưng tích hợp sinh vật và môi trường thành một tổng thể động năng (hoặc môi trường thích hợp). Thay đổi trong một nhân tố sinh thái hoặc môi trường có thể đồng thời tác động đến trạng thái động của toàn bộ hệ sinh thái.

### Xáo trộn và phục hồi
Những hệ sinh thái thường xuyên phải đối mặt với các biến đổi và xáo trộn môi trường tự nhiên theo thời gian và không gian địa lý. Xáo trộn là quá trình bất kỳ lấy đi sinh khối khỏi một quần xã, chẳng hạn như hỏa hoạn, lũ lụt, hạn hán hoặc loài săn mồi. Những xáo trộn xảy ra trên các phạm vi rất khác nhau về mặt cường độ cũng như khoảng cách và khoảng thời gian, vừa là nguyên nhân vừa là sản phẩm của những biến động tự nhiên về tốc độ tử vong, tập hợp loài và mật độ sinh khối bên trong một quần xã sinh thái. Những xáo trộn này tạo nên những nơi hồi phục mà những hướng đi mới bắt nguồn từ sự chắp vá thử nghiệm và cơ hội của tự nhiên. Phục hồi sinh thái là một học thuyết bản lề trong quản lý hệ sinh thái. Đa dạng sinh học là động cơ phục hồi của các hệ sinh thái hoạt động như một loại bảo hiểm tái tạo.

### Trao đổi chất và khí quyển sơ khai
Ernest và các cộng sự nhận định.:991
Trái Đất được hình thành vào khoảng 4,5 tỷ năm trước. Khi hành tinh nguội đi cũng như một lớp vỏ và các đại dương hình thành, bầu khí quyển của nó biến đổi từ chủ yếu là hydro sang khí quyển gồm đa phần là methan và amonia. Hơn một tỷ năm tiếp theo, hoạt động trao đổi chất của sự sống đã biến khí quyển thành một hỗn hợp gồm carbon dioxide, nitơ và hơi nước. Những khí này làm thay đổi cách ánh sáng từ Mặt Trời chiếu vào bề mặt Trái Đất và các hiệu ứng nhà kính giúp giữ nhiệt. Có những nguồn năng lượng tự do chưa được khai phá bên trong hỗn hợp khí oxy hóa khử, tạo tiền đề cho các hệ sinh thái nguyên thủy phát triển, rồi đến lượt bầu khí quyển cũng phát triển theo.

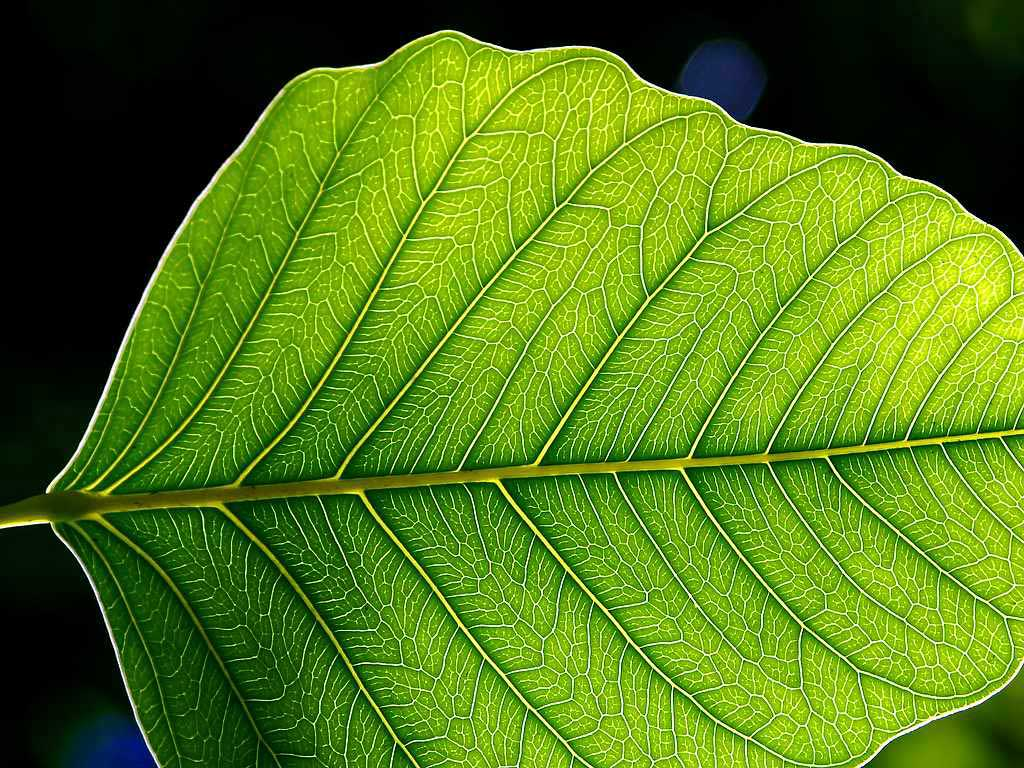
Lá là nơi quang hợp chính ở hầu hết thực vật.

Trong suốt lịch sử, bầu khí quyển và các chu trình sinh địa hóa của Trái Đất luôn ở trạng thái cân bằng động năng cùng các hệ sinh thái của hành tinh. Lịch sử mang nét đặc trưng bởi các giai đoạn biến đổi quan trọng sau hàng triệu năm ổn định. Sự tiến hóa của những sinh vật sơ khai nhất (ví dụ như vi khuẩn methanogen kỵ khí) bắt đầu quá trình bằng cách chuyển đổi hydro trong khí quyển thành methan (4H2 + CO2 → CH4 + 2H2O). Quang hợp anoxygen làm giảm nồng độ hydro và tăng methan trong khí quyển bằng cách chuyển đổi hydro sulfide thành nước hoặc các hợp chất lưu huỳnh khác (ví dụ: 2H2S + CO2 + hv → CH2O + H2O + 2S). Những dạng lên men sơ khai cũng làm tăng mức độ methan trong khí quyển. Quá trình chuyển đổi sang khí quyển với đa phần là oxy (Đại oxy hóa) không bắt đầu cho đến khoảng 2,4–2,3 tỷ năm trước, song quá trình quang hợp bắt đầu từ 0,3 đến 1 tỷ năm trước.

### Bức xạ: nhiệt, nhiệt độ và ánh sáng
Sinh học sự sống hoạt động bên trong một phạm vi nhiệt độ nhất định. Nhiệt là một dạng năng lượng điều hòa nhiệt độ. Nhiệt ảnh hưởng đến tốc độ phát triển, hoạt động, tập tính và sản lượng sơ cấp. Nhiệt độ chủ yếu phụ thuộc vào tốc độ bức xạ Mặt Trời. Sự thay đổi theo chiều dọc không gian và vĩ độ của nhiệt độ tác động lớn đến khí hậu và do đó ảnh hưởng đến phân bố đa dạng sinh học và các cấp độ sản lượng sơ cấp trong hệ sinh thái hoặc khu sinh học khác nhau trên khắp hành tinh. Nhiệt và nhiệt độ liên quan mật thiết đến hoạt động trao đổi chất. Ví dụ, động vật biến nhiệt có nhiệt độ cơ thể đa phần được điều hòa và phụ thuộc vào nhiệt độ của môi trường bên ngoài. Ngược lại, động vật máu nóng điều chỉnh nhiệt độ cơ thể bên trong chúng bằng cách sử dụng năng lượng trao đổi chất.
Có một mối quan hệ giữa ánh sáng, sản lượng sơ cấp và quỹ năng lượng sinh thái. Ánh sáng mặt trời là lối vào sơ cấp của năng lượng vào các hệ sinh thái của hành tinh. Ánh sáng gồm có năng lượng điện từ mang bước sóng khác nhau. Năng lượng bức xạ từ Mặt Trời tạo ra nhiệt, cung cấp photon ánh sáng được đo như nguồn năng lượng hoạt động trong các phản ứng hóa học của sự sống, đồng thời đóng vai trò là chất xúc tác gây đột biến gen. Thực vật, tảo và một vài vi khuẩn hấp thụ ánh sáng và đồng hóa năng lượng thông qua quang hợp. Những sinh vật có khả năng đồng hóa năng lượng bằng quang hợp hoặc thông qua cố định H2S vô cơ là những sinh vật tự dưỡng. Sinh vật tự dưỡng (chịu trách nhiệm sản lượng sơ cấp) đồng hóa năng lượng ánh sáng, rồi nguồn năng lượng ấy sẽ được lưu trữ bằng trao đổi chất dưới dạng thế năng và dạng liên kết enthalpy sinh hóa.

### Môi trường vật lý

#### Nước
Cronk & Fennessy (2001):29
Sự khuếch tán của carbon dioxide và oxy ở trong nước chậm hơn khoảng 10.000 lần so với trong không khí. Khi đất bị ngập, chúng nhanh chóng bị mất oxy, trở nên thiếu oxy (môi trường có nồng độ O2 dưới 2 mg/lít) và sau cùng là thiếu khí hoàn toàn, nơi mà vi khuẩn kị khí phát triển mạnh trong rễ. Nước cũng tác động đến cường độ và thành phần quang phổ của ánh sáng khi nó phản xạ lại mặt nước và các hạt bị ngập nước. Thực vật thủy sinh thể hiện nhiều tính thích nghi về hình thái và sinh lý cho phép chúng sinh tồn, cạnh tranh và đa dạng hóa trong những môi trường này. Ví dụ, rễ và thân của chúng chứa khoảng không khí lớn (mô khí) giúp điều chỉnh quá trình vận chuyển hiệu quả các loại khí (ví dụ CO2 và O2) được sử dụng trong hô hấp và quang hợp. Thực vật chịu mặn (cây chịu mặn) mang những nét thích nghi chuyên biệt bổ sung, chẳng hạn như phát triển các cơ quan đặc biệt để loại bỏ muối và điều hòa áp suất thẩm thấu nồng độ muối (NaCl) bên trong chúng, để sống trong môi trường cửa sông, nước lợ hoặc đại dương. Vi sinh vật đất kị khí đất trong môi trường nước sử dụng nitrat, ion mangan, ion sắt, sulfat, carbon dioxide và một vài hợp chất hữu cơ; các vi sinh vật khác là vi sinh vật kị khí tùy nghi và sử dụng oxy trong hô hấp khi đất trở nên khô hơn. Hoạt động của vi sinh vật đất và tính hóa học của nước làm giảm khả năng khử oxy hóa của nước. Ví dụ, carbon dioxide bị khử thành methan (CH4) bởi vi khuẩn sinh methanogen. Sinh lý học của cá cũng thích nghi đặc biệt để bù đắp lượng muối trong môi trường thông qua điều hòa áp suất thẩm thấu. Mang của chúng tạo thành gradient điện hóa, qua đó làm trung gian giữa bài tiết muối trong nước mặn và hấp thu trong nước ngọt.

#### Trọng lực
Hình dạng và năng lượng của đất bị ảnh hưởng đáng kể bởi lực hấp dẫn. Trên diện rộng, sự phân bố lực hấp dẫn trên Trái Đất không đều và tác động đến hình dạng và chuyển động của các mảng kiến tạo cũng như ảnh hưởng đến những quá trình địa mạo như kiến tạo núi và xói mòn. Những lực này chi phối nhiều đặc tính địa vật lý và sự phân bố của các khu sinh học trên Trái Đất. Ở quy mô sinh vật, lực hấp dẫn mang đến tác nhân định hướng cho sự phát triển của thực vật và nấm (hướng trọng lực), tác nhân định hướng cho động vật di cư và ảnh hưởng đến cơ sinh học và kích thước của động vật. Những đặc điểm sinh thái, chẳng hạn như phân bố sinh khối ở cây gỗ trong lúc phát triển có thể gặp lỗi cơ học do lực hấp dẫn tác động đến vị trí và cấu trúc của cành và lá. Hệ thống tim mạch của động vật thích nghi mặt chức năng để vượt qua áp suất và lực hấp dẫn thay đổi theo đặc điểm của sinh vật (ví dụ: chiều cao, kích thước, hình dạng), tập tính của chúng (ví dụ: lặn, chạy, bay) và sinh cảnh ( ví dụ: nước, sa mạc nóng, lãnh nguyên lạnh).

#### Áp suất
Áp suất khí hậu và thẩm thấu đặt ra những hạn chế sinh lý lên sinh vật, đặc biệt là những sinh vật bay và hô hấp ở độ cao lớn hoặc lặn xuống độ sâu của đại dương. Những hạn chế này tác động đến giới hạn chiều dọc của hệ sinh thái trong sinh quyển, vì những sinh vật nhạy cảm về mặt sinh lý và thích nghi với chênh lệch về áp suất khí quyển và áp suất thẩm thấu của nước. Ví dụ, nồng độ oxy giảm khi áp suất giảm và là một tác nhân hạn chế lên sự sống ở nơi có độ cao cao hơn. Vận chuyển nước của thực vật là một quá trình sinh lý sinh thái quan trọng khác bị các gradient áp suất thẩm thấu ảnh hưởng. Áp suất nước ở độ sâu của đại dương đòi hỏi các sinh vật phải thích nghi với những điều kiện này. Ví dụ, các động vật lặn như cá voi, cá heo và hải cẩu thích nghi đặc biệt để đối phó với những thay đổi về âm thanh do chênh lệch áp suất nước. Những khác biệt giữa các loài hagfish mang đến một ví dụ khác về tính thích nghi với áp suất biển sâu nhờ chuyên thích nghi với protein.

#### Gió và nhiễu loạn

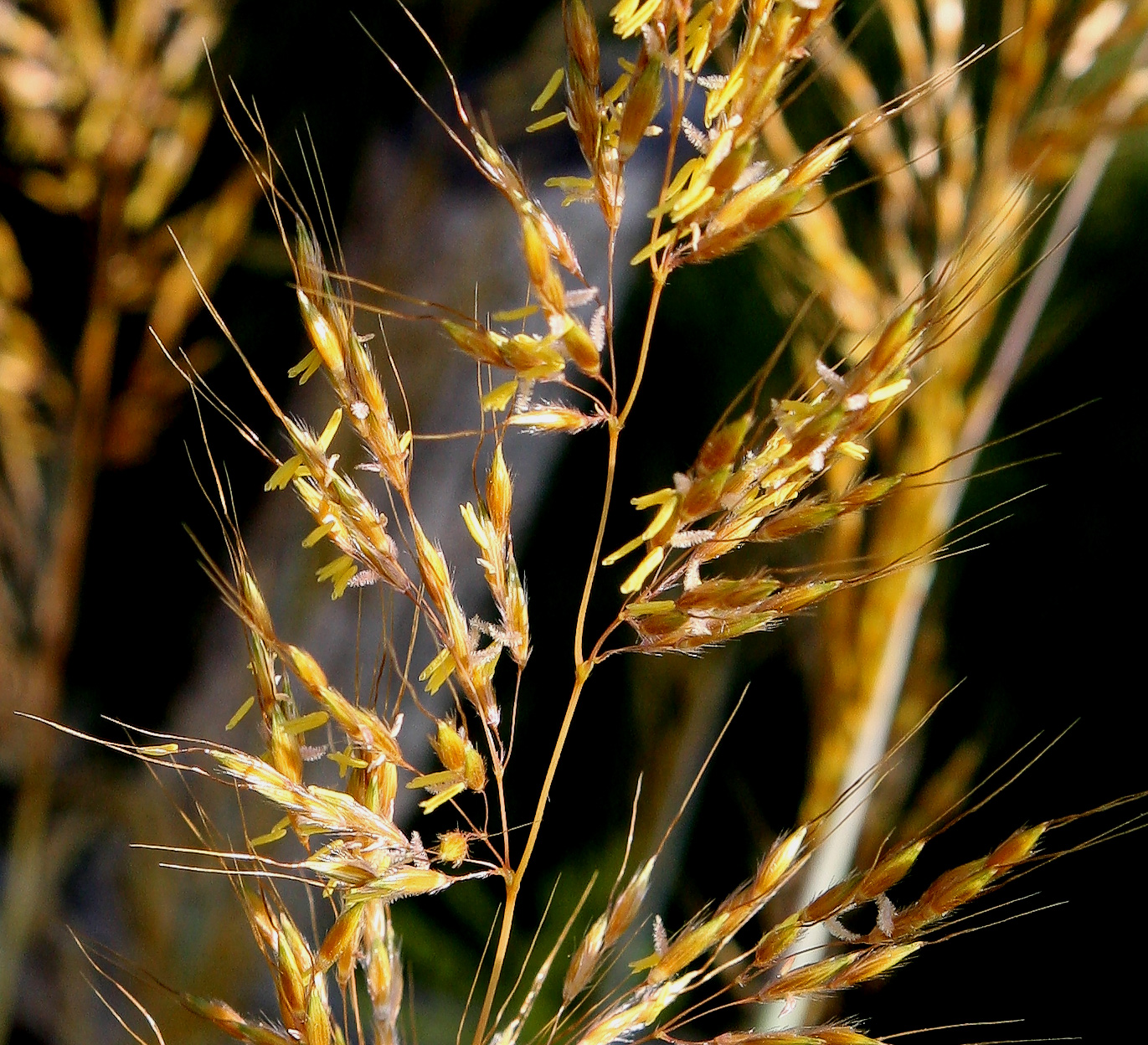
Cấu trúc của cụm hoa nằm trong cỏ là đối tượng chịu áp suất vật lý của gió và được định hình bởi lực chọn lọc tự nhiên, tạo điều kiện thuận lợi cho thụ phấn nhờ gió.

Lực nhiễu loạn trong không khí và nước tác động đến sự phân bố, hình thái và động lực học của môi trường và hệ sinh thái. Ở quy mô hành tinh, các hệ sinh thái bị ảnh hưởng bởi những mô hình lưu thông trong gió mậu dịch toàn cầu. Năng lượng gió và những lực nhiễu loạn mà nó tạo ra có thể ảnh hưởng đến dạng hình nhiệt, chất dinh dưỡng và hóa sinh của hệ sinh thái. Ví dụ, gió chạy trên mặt hồ tạo ra sự nhiễu loạn, trộn lẫn cột nước và ảnh hưởng đến dạng hình môi trường để tạo ra các vùng nhiệt tuyến, tác động đến cấu trúc của cá, tảo và những bộ phận khác của hệ sinh thái thủy sinh Tốc độ gió và nhiễu loạn cũng tác động đến tốc độ thoát hơi nước và quỹ năng lượng ở thực vật và động vật. Tốc độ gió, nhiệt độ và độ ẩm có thể thay đổi khi gió thổi qua các địa hình và độ cao khác nhau của đất. Ví dụ, gió tây tiếp xúc với những ngọn núi ven biển và những ngọn núi sâu trong đất liền của Bắc Mỹ để tạo ra vùng khuất mưa ở chỗ ngọn núi bị khuất gió. Không khí nở ra và hơi ẩm ngưng tụ khi gió tăng theo độ cao; đây được gọi là lực nâng núi và có thể gây ra lượng mưa. Quá trình môi trường này tạo ra những phân chia không gian trong đa dạng sinh học, vì các loài thích nghi với điều kiện ẩm ướt hơn bị hạn chế phạm vi ở các thung lũng núi ven biển và không thể di cư qua các hệ sinh thái xeric (ví dụ: Lưu vực Columbia ở phía tây Bắc Mỹ) để xen kẽ với các chuỗi chị em, tách biệt với các hệ thống núi sâu bên trong.

#### Lửa
Thực vật chuyển đổi carbon dioxide thành sinh khối và thải khí oxy vào khí quyển. Khoảng 350 triệu năm trước (cuối kỷ Devon), quang hợp đã nâng nồng độ oxy trong khí quyển lên hơn 17%, cho phép sự cháy xảy ra. Lửa giải phóng CO2 và chuyển đổi nhiên liệu thành tro và hắc ín. Lửa là một thông số sinh thái quan trọng gây ra nhiều vấn đề liên quan đến khống chế và ngăn chặn nó. Trong khi vấn đề cháy liên quan đến sinh thái và thực vật được công nhận từ lâu, Charles Cooper lưu tâm đến vấn đề cháy rừng liên quan đến sinh thái học của dập tắt và quản lý cháy rừng vào thập niên 1960.
Người Bắc Mỹ bản địa nằm trong số những người đầu tiên tác động đến các chế độ chữa cháy bằng cách khống chế ngăn chúng lan rộng gần nhà họ hoặc bằng cách đốt lửa để kích thích sản xuất thực phẩm từ thảo mộc và vật liệu làm rổ rá. Lửa tạo ra tuổi hệ sinh thái hỗn tạp và cấu trúc tán cây, đồng thời làm thay đổi nguồn cung cấp chất dinh dưỡng cho đất và cấu trúc tán cây bị dọn sạch, mở ra những ổ sinh thái mới để hình thành cây non. Hầu hết hệ sinh thái đều thích nghi với các chu kỳ cháy tự nhiên. Ví dụ, thực vật được trang bị nhiều tính thích nghi để đối phó với cháy rừng. Một số loài (ví dụ như Pinus halepensis) không thể nảy mầm cho đến khi hạt của chúng chịu được lửa hoặc tiếp xúc với một số hợp chất từ khói. Môi trường kích hoạt hạt giống nảy mầm được gọi là thực vật nở muộn. Lửa đóng một vai trò quan trọng trong tính tồn lưu và phục hồi của hệ sinh thái.

#### Đất
Đất là lớp trên cùng của khoáng chất và bụi hữu cơ bao phủ bề mặt hành tinh. Đất là trung tâm tổ chức chính của hầu hết chức năng hệ sinh thái, sở hữu tầm quan trọng đặc biệt trong khoa học nông nghiệp và sinh thái học. Phân hủy các chất hữu cơ chết (ví dụ như lá trên nền rừng) làm cho đất chứa khoáng vật và chất dinh dưỡng cung cấp cho sản xuất cây trồng. Toàn bộ hệ sinh thái đất của hành tinh được gọi là địa quyển, nơi một lượng lớn sinh khối đa dạng sinh học của Trái Đất tổ chức thành các bậc dinh dưỡng. Ví dụ, động vật không xương sống ăn và xé nhỏ những chiếc lá lớn hơn, tạo ra những mảnh lá nhỏ hơn cho các sinh vật bé hơn trong chuỗi thức ăn. Nói chung, những sinh vật này là sinh vật ăn mùn bã giúp điều phối sự hình thành đất. Rễ cây, nấm, vi khuẩn, giun, kiến, bọ cánh cứng, rết, nhện, động vật có vú, chim, bò sát, lưỡng cư và các sinh vật ít quen thuộc khác đều hoạt động để tạo ra lưới sự sống dinh dưỡng trong hệ sinh thái đất. Đất hình thành các kiểu hình hỗn hợp, trong đó chất vô cơ bị bọc vào sinh lý học của cả một quần xã. Khi sinh vật kiếm ăn và di cư qua đất, chúng chiếm chỗ của những vật chất ấy, quá trình sinh thái được gọi là xáo trộn sinh học. Nhờ đó mà đất được thông khí và kích thích phát triển và sản xuất dị dưỡng. Những vi sinh vật đất bị chịu ảnh hưởng và được chuyển về động lực dinh dưỡng của hệ sinh thái. Không có trục nhân quả duy nhất nào có thể phân biệt được để tách hệ thống sinh học khỏi các hệ thống địa mạo trong đất. Các nghiên cứu cổ sinh thái học của đất đặt nguồn gốc của xáo trộn sinh học vào thời điểm trước kỷ Cambri. Những sự kiện khác, chẳng hạn như cây gỗ tiến hóa và đất xâm lấn trong kỷ Devon đóng một vai trò quan trọng trong sự phát triển sơ khai của thuyết dinh dưỡng sinh thái trong đất.

#### Sinh địa hóa học và khí hậu
Các nhà sinh thái học nghiên cứu và đo quỹ dinh dưỡng để nắm rõ cách điều tiết, lưu chuyển và tái chế thông qua môi trường. Nghiên cứu này đã dẫn đến hiểu biết rằng có phản hồi toàn cầu giữa hệ sinh thái và những thông số vật lý của hành tinh này, gồm có khoáng chất, đất, độ pH, ion, nước và khí quyển. 6 nguyên tố chính (hydro, carbon, nitơ, oxy, lưu huỳnh và phosphor; viết tắt là H, C, N, O, S và P) hình thành cấu tạo của tất cả các đại phân tử sinh học và tham gia vào các quá trình địa hóa của Trái Đất. Từ quy mô sinh học nhỏ nhất, tác động hợp thể của hàng tỷ trên hàng tỷ quá trình sinh thái mở rộng ra rồi sau cùng điều phối các chu trình sinh địa hóa của Trái đất. Việc nắm được mối quan hệ và chu kỳ trung gian giữa những yếu tố này và con đường sinh thái của chúng mang ý nghĩa quan trọng đối với vốn hiểu biết hóa sinh toàn cầu.
Sinh thái của quỹ carbon toàn cầu lấy một ví dụ về mối liên hệ giữa đa dạng sinh học và địa hóa sinh học. Người ta ước tính rằng các đại dương trên Trái Đất chứa 40.000 gigaton (Gt) carbon, thảm thực vật và đất chứa 2070 Gt và lượng khí thải từ nhiên liệu hóa thạch là 6,3 Gt carbon mỗi năm. Đã có những cuộc tái cấu trúc lớn ở quỹ carbon toàn cầu này trong lịch sử Trái Đất, được điều chỉnh ở mức độ lớn bởi sinh thái của vùng đất. Ví dụ, thông qua phun trào núi lửa giữa thế Eocene, quá trình oxy hóa khí methan được cất trữ trong vùng đất ngập nước, còn khí ở đáy biển làm tăng nồng độ CO2 (carbon dioxide) trong khí quyển lên mức cao tới 3500 ppm.
Trong thế Oligocen, từ 25 đến 32 triệu năm trước, đã có một cuộc tái cấu trúc đáng kể khác của chu trình carbon toàn cầu khi cỏ phát triển một cơ chế quang hợp mới là quang hợp C4 và mở rộng phạm vi của chúng. Con đường mới này đã phát triển nhằm đáp ứng sụt giảm nồng độ CO2 trong khí quyển xuống dưới mức 550 ppm. Độ phong phú và phân bố đa dạng sinh học tương đối làm thay đổi động lực giữa sinh vật và môi trường của chúng, để các hệ sinh thái có thể vừa là nguyên nhân vừa là kết quả liên quan đến biến đổi khí hậu. Những thay đổi do con người điều khiển đối với hệ sinh thái của hành tinh (ví dụ: xáo trộn, mất đa dạng sinh học, nông nghiệp) góp phần làm tăng mức khí nhà kính trong khí quyển. Biến đổi chu trình carbon toàn cầu trong thế kỷ tới được dự đoán sẽ làm tăng nhiệt độ hành tinh, dẫn đến những biến động thời tiết khắc nghiệt hơn, thay đổi phân bố của các loài và tăng tỷ lệ tuyệt chủng. Tác động của ấm lên toàn cầu đã được ghi nhận trong các sông băng tan chảy, các chỏm băng trên núi tan chảy và mực nước biển dâng cao. Do đó, sự phân bố của các loài đang thay đổi dọc theo bờ sông và ở những khu vực lục địa mà các mô hình di cư và nơi thú sinh đẻ đang dõi theo những thay đổi khắp nơi của khí hậu. Những mảng băng vĩnh cửu lớn cũng đang tan chảy để tạo ra một bức khảm mới gồm các khu vực ngập lụt có tốc độ hoạt động phân hủy đất tăng lên, làm tăng lượng khí thải methan (CH4). Hiện có mối lo ngại về tăng khí methan của khí quyển trong bối cảnh chu trình carbon toàn cầu, bởi vì methan là một khí nhà kính hấp thụ bức xạ sóng dài hiệu quả gấp 23 lần so với CO2 trên thang thời gian 100 năm. Do đó, có một mối liên hệ giữa ấm lên toàn cầu, phân hủy và hô hấp trong đất và vùng đất ngập nước tạo ra những phản hồi khí hậu đáng kể và làm thay đổi các chu trình sinh địa hóa trên toàn cầu.

## Lịch sử

### Giai đoạn sơ khai
Ernst Haeckel (1866):140 [B]
Sinh thái học có một nguồn gốc phức tạp, phần lớn là do bản chất liên ngành học thuật của bộ môn. Các triết gia thời Hy Lạp cổ đại như Hippocrates và Aristotle là hai trong số những người đầu tiên ghi chép lại những quan sát về lịch sử tự nhiên. Tuy nhiên, họ nhìn sự sống qua lăng kính bản chất luận, nơi các loài được khái niệm hóa là những vật tĩnh không đổi, trong khi các thứ được xem là một loại loại duy tâm khác thường. Quan điểm này đối lập với vốn hiểu biết hiện đại của học thuyết sinh thái, nơi các thứ được xem là hiện tượng quan tâm thực tế và có một vai trò trong nguồn gốc của tính thích nghi theo phương pháp chọn lọc tự nhiên. Những quan niệm sơ khai về sinh thái học, chẳng hạn như tính cân bằng và điều tiết trong tự nhiên có thể truy dấu về Herodotus (mất khoảng năm 425 TCN), người miêu tả một trong những nguyên nhân ra đời sớm nhất của quan hệ hỗ trợ trong phần quan sát của mình về "nha khoa tự nhiên". Ông lưu ý cá sấu sông Nin khi phơi nằng sẽ mở miệng chúng để chim rẽ tiếp cận an toàn và moi đỉa ra ngoài, cấp dinh dưỡng cho chim rẽ và vệ sinh đường miệng cho con cá sấu. Aristotle là người có tác động đầu lên sự phát triển mặt triết học của môn sinh thái học. Ông và người học trò Theophrastus đã tiến hành những quan sát diện rộng về sự di cư của động vật và thực vật, địa sinh học, sinh lý học và tập tính của chúng, ngoài ra còn đưa ra một nhận định tương tự khái niệm hiện đại về ổ sinh thái.
Stephen Forbes (1887)
Những khái niệm hệ sinh thái như chuỗi thức ăn, điều chỉnh quần thể và năng suất lần đầu được phát hiện vào những năm 1700 thông qua các công trình xuất bản của nhà hiển vi học Antoni van Leeuwenhoek (1632–1723) và nhà thực vật học Richard Bradley (1688?–1732). Nhà địa sinh học Alexander von Humboldt (1769–1859) là người tiên phong đầu trong tư duy sinh thái học và nằm trong số những người đầu tiên nhận ra các gradient sinh thái, nơi các loài bị thay thế hoặc thay đổi dọc theo gradient môi trường, chẳng hạn như một cấp tính trạng hình thành dọc theo sự tăng độ cao. Humboldt lấy cảm hứng từ Isaac Newton để mà phát triển một dạng "vật lý trên cạn". Theo phương thức của Newton, ông đưa một phép đo chính xác của khoa học vào lịch sử tự nhiên và thậm chí ám chỉ các khái niệm là những nền tảng của luật sinh thái học hiện đại dựa theo mối quan hệ loài-với-khu-vực. Các nhà lịch sử tự nhiên học như Humboldt, James Hutton và Jean-Baptiste Lamarck (cùng một số người khác) là những người đặt nền móng cho ngành khoa học sinh thái hiện đại. Thuật ngữ "sinh thái học" (tiếng Anh: ecology, tiếng Đức: Oekologie, Ökologie) được trình bày bởi Ernst Haeckel trong cuốn sách Generelle Morphologie der Organismen (1866) của ông. Haeckel là một nghệ sĩ, nhà văn, nhà động vật học và nửa sau cuộc đời là một vị giáo sư của ngành giải phẫu so sánh.
Đã xuất hiện những luồng ý kiến khác nhau về việc ai mới là người đặt nền móng cho lý thuyết sinh thái hiện đại. Một số người cho rằng định nghĩa của Haeckel là mốc khởi đầu; một số người lại cho rằng đó là Eugenius Warming với công trình Oecology of Plants: An Introduction to the Study of Plant Communities (1895), hay những nguyên tắc về tổ chức tự nhiên của Carl Linnaeus ra đời vào đầu thế kỷ 18. Linnaeus là người lập nên nhánh đầu tiên mà ông gọi là tổ chức tự nhiên. Những công trình của ông đã gây ảnh hưởng tới Charles Darwin, người sử dụng cụm từ cơ cấu hoặc tổ chức tự nhiên của Linnaeus trong cuốn Nguồn gốc các loài. Linnaeus là người đầu tiên trình bày cân bằng sinh thái dưới dạng một giả thuyết có thể kiểm chứng. Haeckel (người ngưỡng mộ tác phẩm của Darwin) đã định nghĩa sinh thái liên hệ tới tổ chức tự nhiên, làm một số người đặt câu hỏi rằng liệu sinh thái và tổ chức tự nhiên có đồng nghĩa với nhau hay không.

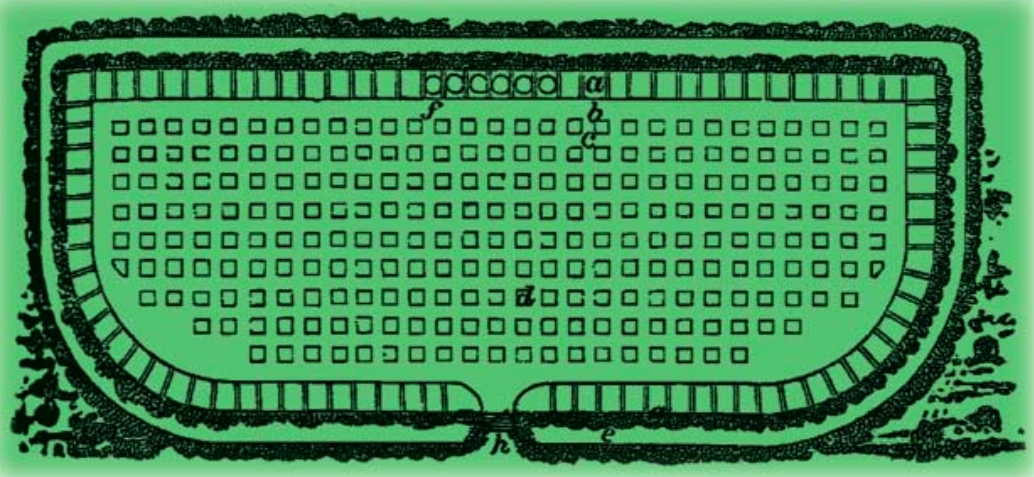
Cách bố trí thí nghiệm sinh thái học đầu tiên, được tiến hành trong một khu vườn cỏ tại Tu viện Woburn vào năm 1816 (mà Charles Darwin lưu ý trong Nguồn gốc các loài). Thí nghiệm nghiên cứu hiệu suất của hỗn hợp các loài khác nhau được trồng trong nhiều loại đất khác nhau.

Từ Aristotle đến Darwin, thế giới tự nhiên chủ yếu được coi là tĩnh và không đổi. Trước khi Nguồn gốc các loài ra đời, có rất ít đánh giá hoặc hiểu biết về các mối quan hệ động lực và hỗ sinh giữa các sinh vật, tính thích nghi và môi trường của chúng. Một ngoại lệ là ấn phẩm ra đời năm 1789 có nhan đề Natural History of Selborne của Gilbert White (1720–1793), được một số người xem là một trong những văn bản ra đời sớm nhất về sinh thái học. Trong khi Charles Darwin chủ yếu được chú ý vì luận thuyết về tiến hóa, ông là một trong những người đặt nền móng cho sinh thái học đất, và ghi chép thí nghiệm sinh thái đầu tiên trong Nguồn gốc các loài. Thuyết tiến hóa đã thay đổi cách mà các nhà nghiên cứu tiếp cận với bộ môn khoa học sinh thái.

### 1900–nay
Sinh thái học hiện đại là một ngành khoa học non trẻ, lần đầu tiên thu hút được sự chú ý đáng kể của giới khoa học vào cuối thế kỷ 19 (cùng khoảng thời gian mà các nghiên cứu về tiến hóa đang thu hút được sự quan tâm của giới khoa học). Nhà khoa học Ellen Swallow Richards đã sử dụng thuật ngữ "oekology" (sau đổi thành kinh tế tại gia) ở Mỹ vào đầu năm 1892.
Vào đầu thế kỷ 20, sinh thái học chuyển đổi từ dạng lịch sử tự nhiên mang tính siêu hình hơn sang một dạng lịch sử tự nhiên khoa học thiên về tính phân tích hơn. Frederic Clements đã xuất bản cuốn sách sinh thái học đầu tiên của Mỹ vào năm 1905, trong đó trình bày ý tưởng về quần xã thực vật như một siêu sinh vật. Ấn phẩm này là nguyên nhân nổ ra một cuộc tranh luận giữa chính thể luận sinh thái và chủ nghĩa cá nhân kéo dài cho đến những năm 1970. Khái niệm siêu sinh vật của Clements đề xuất rằng hệ sinh thái phát triển thông qua các giai đoạn phát triển chuyển tiếp đều đặn và rõ ràng, tương tự như các giai đoạn phát triển của một sinh vật. Mô hình của Clements đã Henry Gleason thách thức, ông này tuyên bố rằng các quần xã sinh thái phát triển từ liên kết ngẫu nhiên và độc nhất của những sinh vật riêng lẻ. Sự thay đổi nhận thức này đưa trọng tâm trở lại lịch sử sự sống của sinh vật riêng lẻ và cách nó liên quan đến sự phát triển của các quần hợp xã.
Thuyết siêu sinh vật của Clements là một ứng dụng trải rộng quá mức của một dạng duy tâm trong chính thể luận. Thuật ngữ "chính thể luận" được Jan Christiaan Smuts (một vị tướng người Nam Phi và là nhân vật lịch sử phân cực) đặt ra vào năm 1926, người này được truyền cảm hứng từ khái niệm siêu tổ chức của Clements.[C] Cũng trong khoảng thời gian ấy, Charles Elton đi tiên phong trong khái niệm về chuỗi thức ăn trong cuốn sách kinh điển Animal Ecology của ông. Elton xác định mối quan hệ sinh thái bằng cách sử dụng những khái niệm về chuỗi thức ăn, chu kỳ và kích cỡ thức ăn, đồng thời mô tả các mối quan hệ bằng số giữa những nhóm chức năng khác nhau và độ phong phú tương đối của chúng. 'Chu kỳ thức ăn' của Elton bị thay thế bằng 'lưới thức ăn' trong một văn bản sinh thái ra đời sau này. Alfred J. Lotka cũng đưa vào nhiều khái niệm lý thuyết để áp dụng các nguyên lý nhiệt động lực học vào sinh thái học.
Năm 1942, Raymond Lindeman viết một bài báo mang tính bước ngoặt về động lực học dinh dưỡng của sinh thái học, bài báo này đã được xuất bản sau khi ông qua đời vì lúc đầu nó bị từ chối vì sự nhấn mạnh về mặt lý thuyết. Động lực học dinh dưỡng đã trở thành nền tảng cho phần lớn công trình theo dõi dòng chảy năng lượng và vật chất thông qua các hệ sinh thái. Robert MacArthur thì đề xuất thuyết toán học, các phép dự đoán và thử nghiệm trong sinh thái học vào thập niên 1950, qua đó truyền cảm hứng cho một trường phái đang tái sinh của các nhà sinh thái toán lý thuyết. Sinh thái học cũng phát triển thông qua những đóng góp từ các quốc gia khác, gồm Vladimir Vernadsky của Nga và việc ông sáng lập khái niệm sinh quyển vào thập niên 1920, còn Imanishi Kinji của Nhật Bản cùng các khái niệm về sự hài hòa trong tự nhiên và phân chia sinh cảnh của mình vào thập niên 1950. Sự công nhận của giới khoa học với những đóng góp cho sinh thái học từ các nền văn hóa không nói tiếng Anh vốn bị cản trở bởi rào cản ngôn ngữ và dịch thuật.
Rachel Carson (1962):48
Sinh thái học thu hút sự quan tâm lớn trong giới khoa học và quần chúng trong phong trào môi trường ở thập niên 1960–1970. Có một mối quan hệ lịch sử và khoa học bền chặt giữa sinh thái học, quản lý và bảo vệ môi trường. Việc chú trọng mặt lịch sử và các bài viết khoa học tự nhiên đầy chất thơ ủng hộ bảo vệ những nơi hoang dã của các nhà sinh thái học nổi tiếng trong lịch sử sinh học bảo tồn, chẳng hạn như Aldo Leopold và Arthur Tansley; những bài viết kể trên bị xem là rất khác so với các trung tâm đô thị, được cho là nơi tập trung ô nhiễm và suy thoái môi trường. Palamar (2008) lưu ý một cái bóng bị lu mờ bởi chủ nghĩa môi trường đại chúng của những người phụ nữ tiên phong vào đầu những năm 1900, họ đã đấu tranh cho sinh thái sức khỏe đô thị (khi ấy được gọi là cải thiện điều kiện sinh sống) và mang lại những thay đổi về luật môi trường. Những phụ nữ như Ellen Swallow Richards và Julia Lathrop cùng nhiều người người khác là những tiền nhiệm của các phong trào môi trường phổ biến hơn sau thập niên 1950.
Năm 1962, cuốn sách Mùa xuân vắng lặng của nhà sinh vật học và sinh thái biển Rachel Carson đã cổ động cho phong trào bảo vệ môi trường bằng cách cảnh báo công chúng về thuốc trừ sâu độc hại, chẳng hạn như DDT, tích trữ sinh học trong môi trường. Carson sử dụng ngành khoa học sinh thái để liên kết việc phát thải các chất độc trong môi trường với sức khỏe con người và hệ sinh thái. Kể từ đó, các nhà sinh thái học đã làm việc để kết nối sự hiểu biết của họ về vấn đề các hệ sinh thái trên hành tinh bị xuống cấp với chính sách môi trường, luật pháp, phục hồi và quản lý tài nguyên thiên nhiên.